# Hlavní báňská záchranná stanice Ostrava

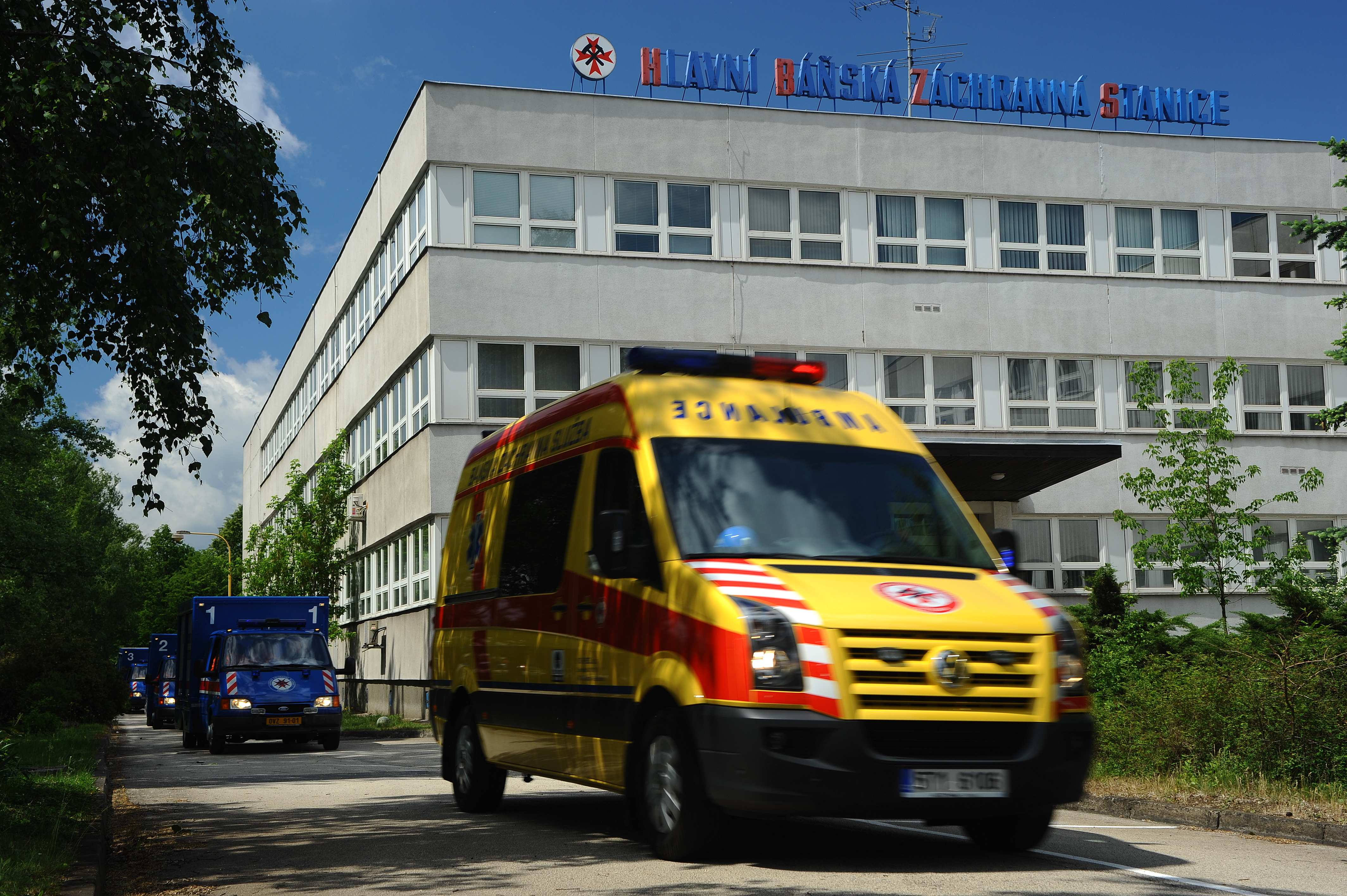
Hlavní báňská záchranná stanice Ostrava

Hlavní báňská záchranná stanice Ostrava (HBZS Ostrava) je záchranná služba sloužící k záchraně lidských životů a majetku při zdolávání a odstraňování následků havárii včetně poskytování první pomoci v podzemí i v rámci Integrovaného záchranného systému.
Báňská záchranná služba je nedílnou součástí hornické činnosti. Její postavení i úkoly jsou stanoveny Horním zákonem, vyhláškou Českého báňského úřadu o báňské záchranné službě a služebním řádem schváleným Českým báňským úřadem. HBZS Ostrava je od roku 2001, spolu s dalšími významnými reprezentanty této specializace sdružující báňskou záchrannou službu čtyř kontinentů, také členem nové mezinárodní organizace IMRB – International Mine Rescue Body – Mezinárodní orgán pro báňské záchranářství.

## Historie
Letopočet 1897 se připomíná jako rok vzniku organizované a báňským předpisem nařízené báňské záchranné služby. V roce 1914 byla schválena a vybudovana první stanice v historii hornictví, zřízená regionálně bez ohledu na majetkové vztahy, a to Ústřední záchranná stanice v Lazích. V roce 1943 vyšlo v platnost nařízení ministra hospodářství a práce č. 290/1943 o organizaci báňské záchranné služby. V roce 1979 byla definitivně ukončena pohotovostní služba v historické budově Ústřední stanice v Lazích, která svému účelu sloužila již od zmiňovaného roku 1914, a byla tak nejstarším provozovaným objektem báňské záchranné služby v Ostravsko-karvinském revíru. Dnem 1. ledna 1966 se stala HBZS v Ostravě samostatným závodem podle příkazu č. 19/1965 generálního ředitele OKD OŘ. Dne 1. dubna 2018 se novým majitelem těžební firmy OKD stal státní podnik Prisko. Od 1. prosince 2020 má Hlavní báňská záchranná stanice v Ostravě nového vlastníka, kterým se je státní podnik DIAMO.

## Sídlo

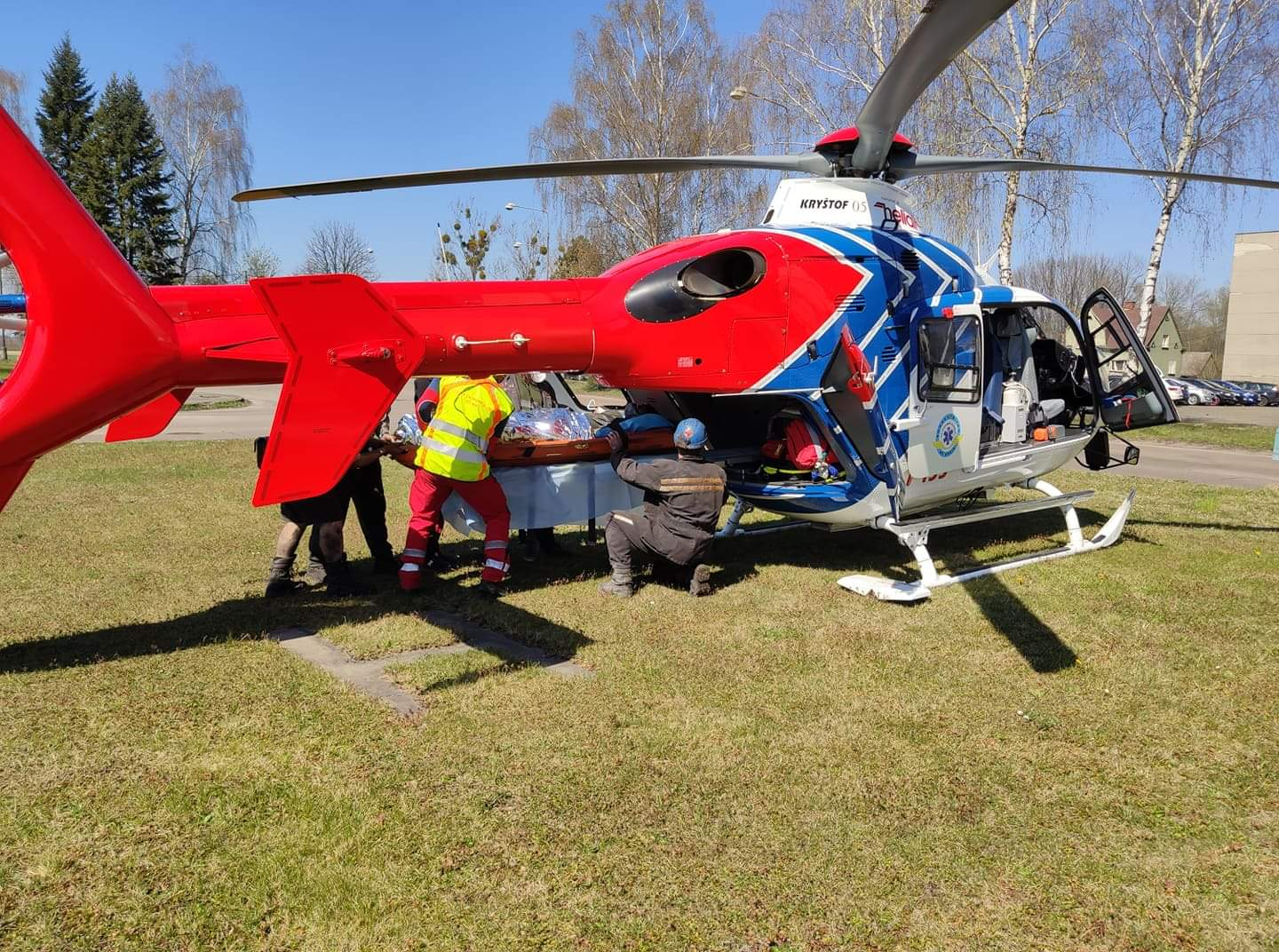
Předání postiženého LZS

- V letech 1950–1979 sídlila HBZS v prostorách Vědeckovýzkumného uhelného ústavu v Ostravě-Radvanicích
- Od roku 1979 sídlí HBZS na adrese Lihovarská 10/1199, 716 00 Ostrava-Radvanice

## Ředitelé HBZS Ostrava
- Ing. Eduard Pstružina v období 1950–1956[5][6]
- Ing. Zdeněk Matušek, CSc. v období 1. 2. 1956 – 13. 10. 1958[7]
- Ing. Lubomír Hájek v období 14. 10. 1958 – 31. 1. 1986
- Ing. František Papřok v období 1. 2. 1986 – 5. 2. 1990
- Ing. Václav Pošta v období 6. 2. 1990 – 30. 6. 2010
- Ing. Josef Kasper v období od 1. 7. 2010[8][9]

## Významné osobnosti HBZS Ostrava
- Miroslav Hanus – záchranář, hlavní mechanik HBZS Ostrava
- Ing. Jaroslav Šebesta – zástupce ředitele, vedoucí pohotovostních sborů, hlavní inženýr HBZS Ostrava
- Petr Faster – technik HBZS Ostrava
- doc. Ing. Pavelek Zdeněk, PhD., MBA – zástupce ředitele, vedoucí pohotovostních sborů, hlavní inženýr HBZS Ostrava[10][11]
- MUDr. Milan Blažek[12]
- MUDr. Petr Karpeta[13]
- Václav Smička – vedoucí oddělení výcviku a taktiky na HBZS Ostrava, externí překladatel[14]

## Zákon o báňské službě

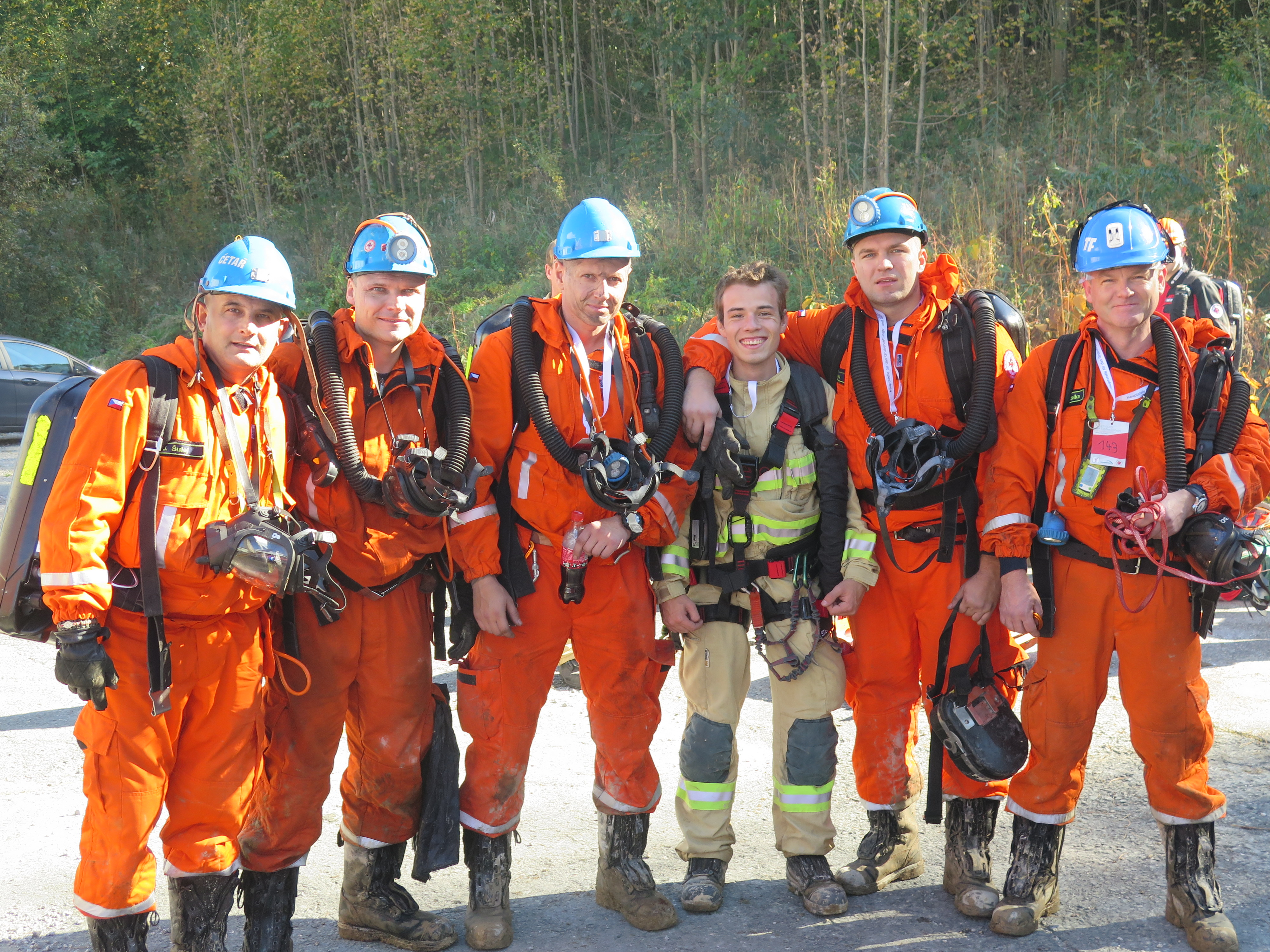
Cvičení v Rakousku

- Vyhláška č. 447/2001 Sb. – Vyhláška Českého báňského úřadu o báňské záchranné službě[15]
- Vyhláška č. 67/1988 Sb. – Vyhláška Českého báňského úřadu o báňské záchranné službě[16]
- Vyhláška ČBÚ č. 71/2002 Sb. – Vyhláška Českého báňského úřadu o zdolávání havárií v dolech a při těžbě ropy a zemního plynu[17]
- Vyhláška č. 305/2015 Sb. – Vyhláška, kterou se mění vyhláška č. 447/2001 Sb., o báňské záchranné službě, ve znění pozdějších předpisů[18]
- Vyhláška č. 379/2012 Sb. – Vyhláška, kterou se mění vyhláška č. 447/2001 Sb., o báňské záchranné službě, ve znění vyhlášky č. 87/2006 Sb.[19]

## Organizační uspořádání HBZS
- Ředitel HBZS
- Hlavní inženýr

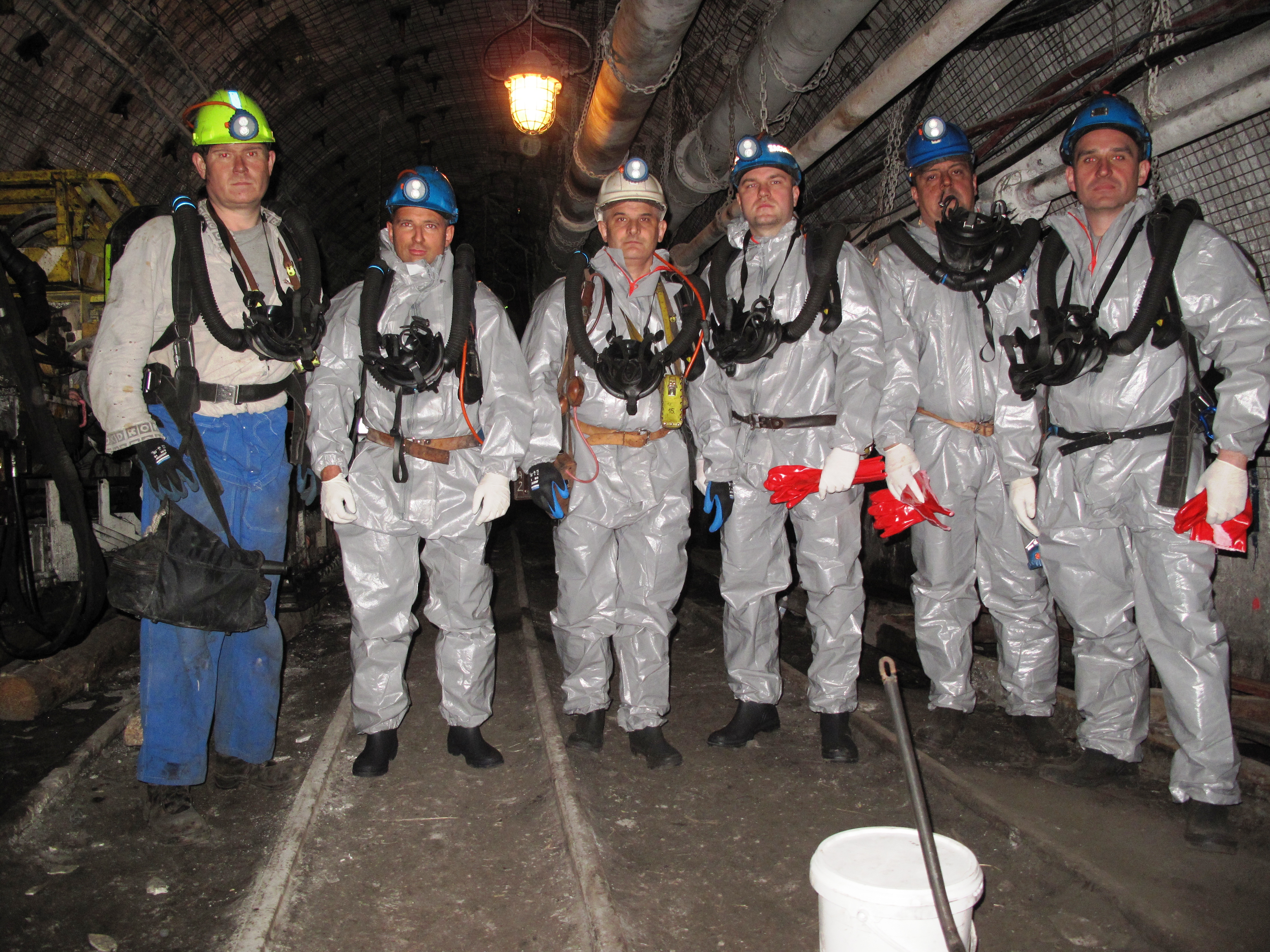
Před průzkumem po výbuchu metanu

- Vedoucí útvaru ekonomického a personálního
- Vedoucí útvaru výchovy, výcviku a taktiky
- Hlavní mechanik

## Zvláštní oddíly

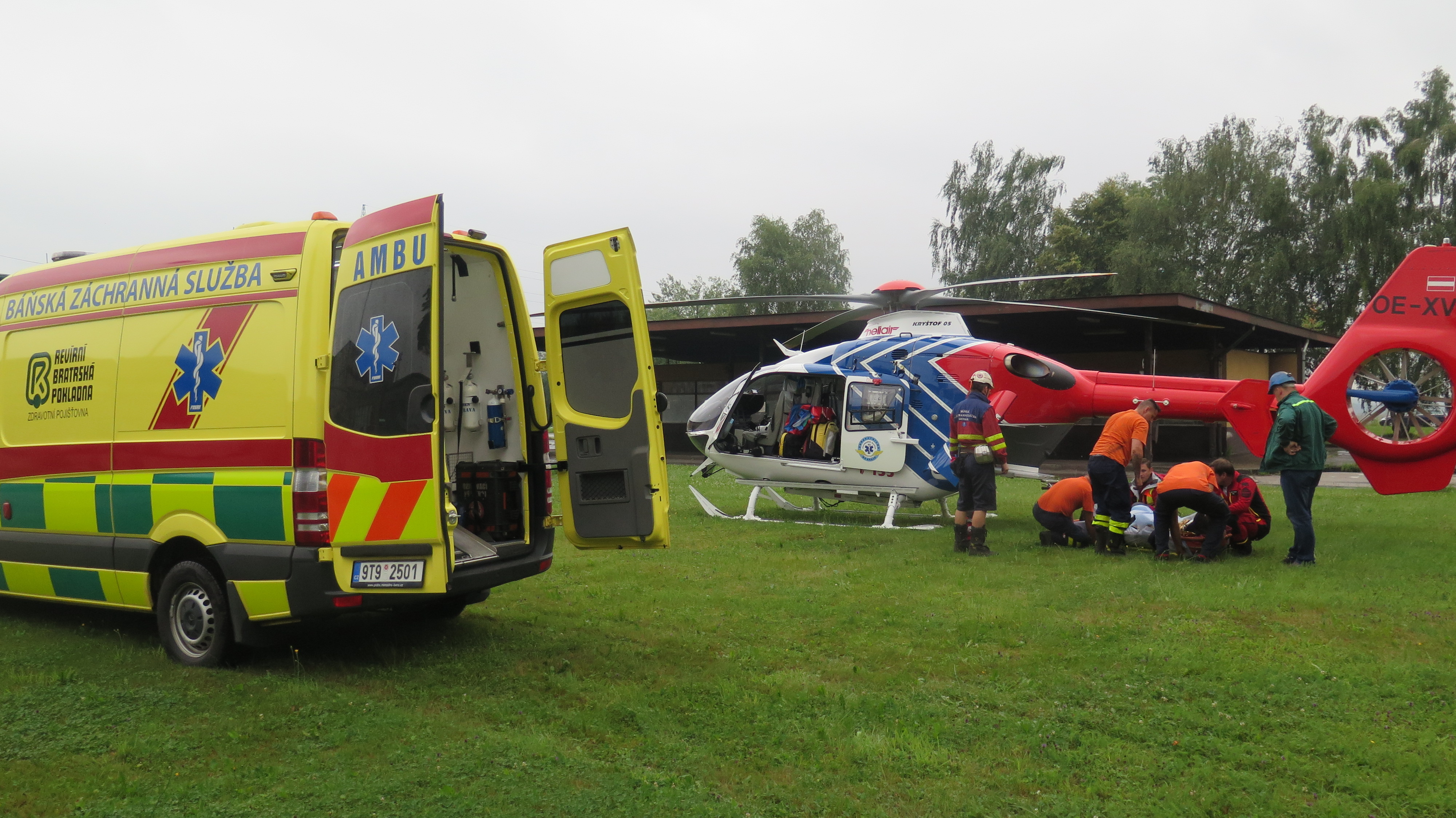
Součinnost HBZS Ostrava s LZS

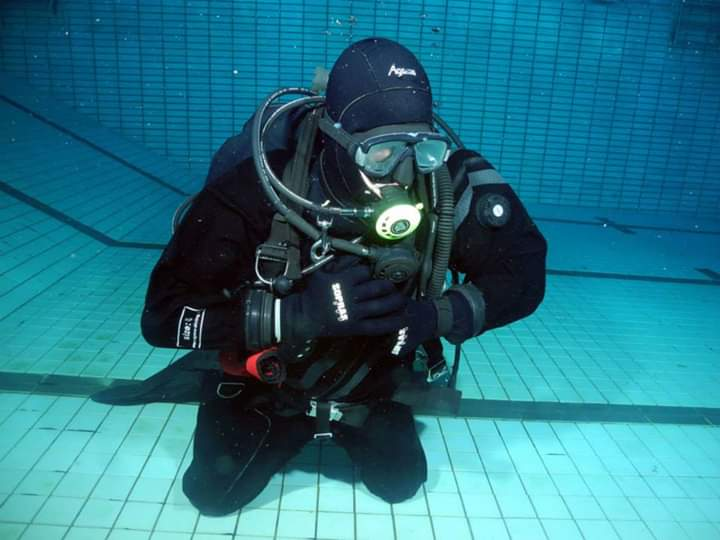
Potápěčský výcvik v bazénu

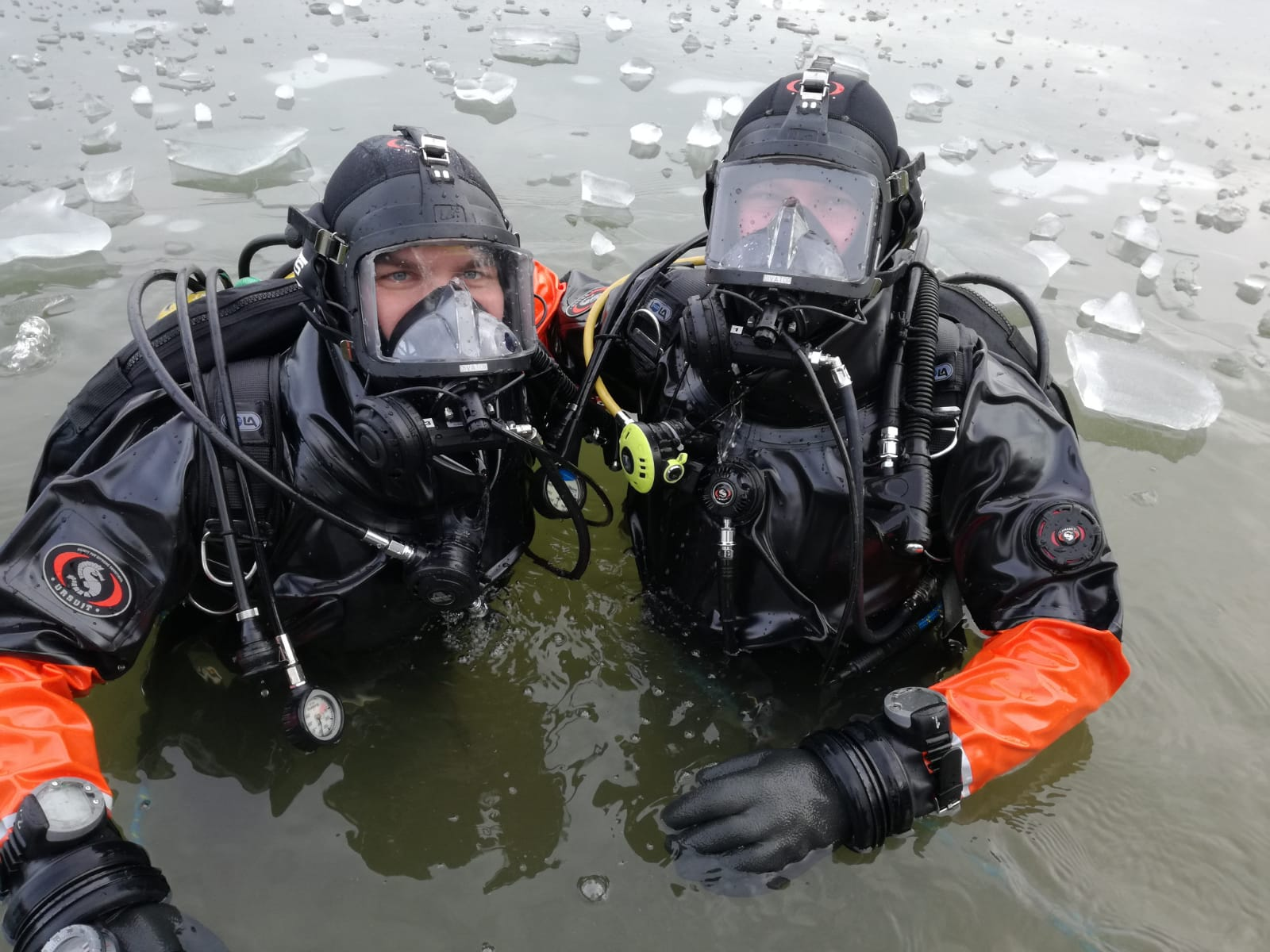
Zimní výcvik Žermanice leden 2020

Pro zajištění speciálních zásahů HBZS musí být ustanoveny, vyškoleny a vycvičeny zvláštní oddíly (čety, skupiny) specialistů, členů báňského záchranného sboru.
- Pro poskytování služby odborné první pomoci
- Pro zásahy s generátory hasební pěny a prostředky těžké mechaniky
- Pro obsluhu důlní plynové laboratoře (DPL)
- Pro zásahy s použitím dokumentační techniky
- Pro zásahy s použitím potápěčské techniky
- Pro zásahy s použitím lezecké techniky

## Pohotovostní služba
Pohotovostní služba na HBZS je organizována jako nepřetržitá, zpravidla s týdenním cyklem (168 hodin). Pohotovost začíná v pátek v 7:00 hodin a končí po týdnu opět v pátek v 7:00 hodin.

### Personální obsazení v pohotovostní službě
- 1 velitel pohotovosti (technik záchranář HBZS), velitel báňského záchranného sboru při zásahu
- 1 pomocník velitele (technik záchranář HBZS), řidič pohotovostního vozidla
- 3 pětičlenné záchranářské čety (1 HBZS a 2 ze ZBZS)
- 1 tříčlenná záchranářská četa HBZS pro zásah služby odborné první pomoci včetně lékaře nebo zdravotnického záchranáře
- 1 mechanik dýchací techniky z HBZS – řidič pohotovostních vozidel
- 2 mechanici z HBZS – řidiči pohotovostních vozidel
- 2 mechanici dýchací techniky ze ZBZS

### Domácí pohotovost
- 1 technik záchranář HBZS (z řad velitelů pohotovosti)
- 1 lékař nebo zdravotnický záchranář
- 1 mechanik HBZS – řidič pohotovostních vozidel
- 5 báňských záchranářů z HBZS, z toho jeden s kvalifikací četaře

### Kvalifikační požadavky

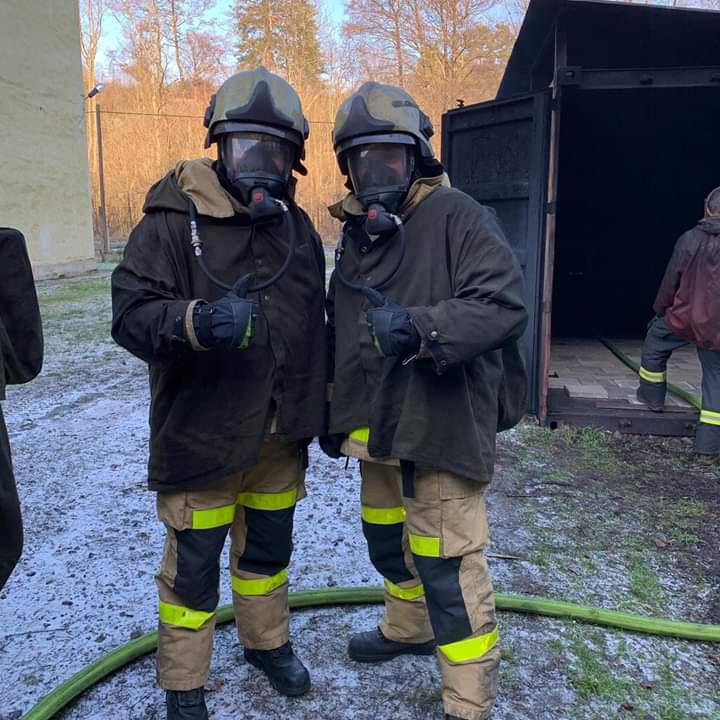
Flashover výcvik

## Záchranářské vybavení Hlavní báňské záchranné stanice v Ostravě
Záchranářské pojítko AZD 120 – Při důlních i nedůlních akcích báňských záchranářů je bezpodmínečně nutný kontakt řídicího stanoviště (základny) se zasahujícími četami.
UNIMOG 2150 L – Terénní vozidlo pro zásahy potápěčů (slouží i jako základna pro potápěče a mechaniky). Toto vozidlo je vybaveno také transportní hyperbarickou komorou – Haux – profi – medicom, která slouží k záchraně potápěče při dekompresní nehodě.
Mobilní havarijní vrat ZH 1 500 – Zařízení je určeno pro nouzovou dopravu osob v případě havárie v těžních jámách, kde umožňuje ústup pracovníků z uvízlých dopravních nádob na povrch, případně na vyšší těžní patro.
Interferometr – V důlních prostorách používají báňští záchranáři k indikaci důlních plynů Interferometry DI 2 s rozsahem do 10 % a DI 2C s rozsahem do 100 %. Slouží ke stanovení obsahu metanu a orientačnímu stanovení obsahu oxidu uhličitého. Záchranáři musí pamatovat na to, že interferometr nevykazuje správné hodnoty v povýbuchových zplodinách, nebo v prostředí s nedostatkem kyslíku.
Dräger X-am 5600 –  Přenosný analyzátor je určený pro stálé sledování koncentrace plynů v důlním ovzduší.
Kestler 3000 – Měřicí přístroj je určen pro měření rychlosti větrů, teploty a relativní vlhkosti s výpočtem veličin a jeho schematickým obrázkem.
Důlní sebezáchranný přístroj ZP 4 – Filtrační, sebeevakuační dýchací přístroj pro ochranu horníků před působením oxidu uhelnatého při důlních požárech v důlních prostorech.
Akumulátorové přilbové svítidlo T 1005.01 M1 s Led diodami z roku 2007
Izolační regenerační sebezáchranný přístroj SK 4 – Byl lehký a malý kyslikový sebezáchranný dýchácí přístroj ruské výroby.
Combiwarn – Přístroj pro měření hořlavých plynů a obsahu kyslíku v důlním prostředí.
Labora Simplex III – Indikační přístroj pro stanovení CO v důlním prostředí z roku 1962.
Lopatkový anometr – Sloužil k měření rychlosti důlních větrů.
Asmannův aspirační psychrometr – Sloužil k měření důlního ovzduší.
BG 4 – Pracovní izolační přetlakový regenerační přístroj s uzavřeným okruhem s tlakovým kyslíkem vyraběný firmou Drager. Doba použití čtyři hodiny.
Chirana 255 – Pracovní izolační regenerační dýchací přístroj s tlakovým kyslíkem s ramenním vyvedením dýchacích hadic vyrobeny v ČSSR. Doba použití byla dvouhodinová.
Chirana 458 – Pracovní izolační regenerační dýchací přístroj s tlakovým kyslíkem vyrobeny v ČSSR. Doba použití byla dvouhodinová, nebo čtyřhodinová.
BG 174 – Pracovní izolační regenerační dýchací přístroj s tllakovým kyslíkem, s bočním vyvedením dýchacích hadic. Byl konstruován pro dvou nebo čtyřhodinovou práci.
RVL 1 – Pomocný izolační dýchací přístroj.
1 PVM KS – Izolační sebezáchranný přístroj.
PSS 7000 – Vzduchový dýchací přístroj.
AU 9E – Sebezáchranný izolační regenerační přístroj s tlakovým kyslíkem polské výroby.

## Galerie báňské záchranné techniky

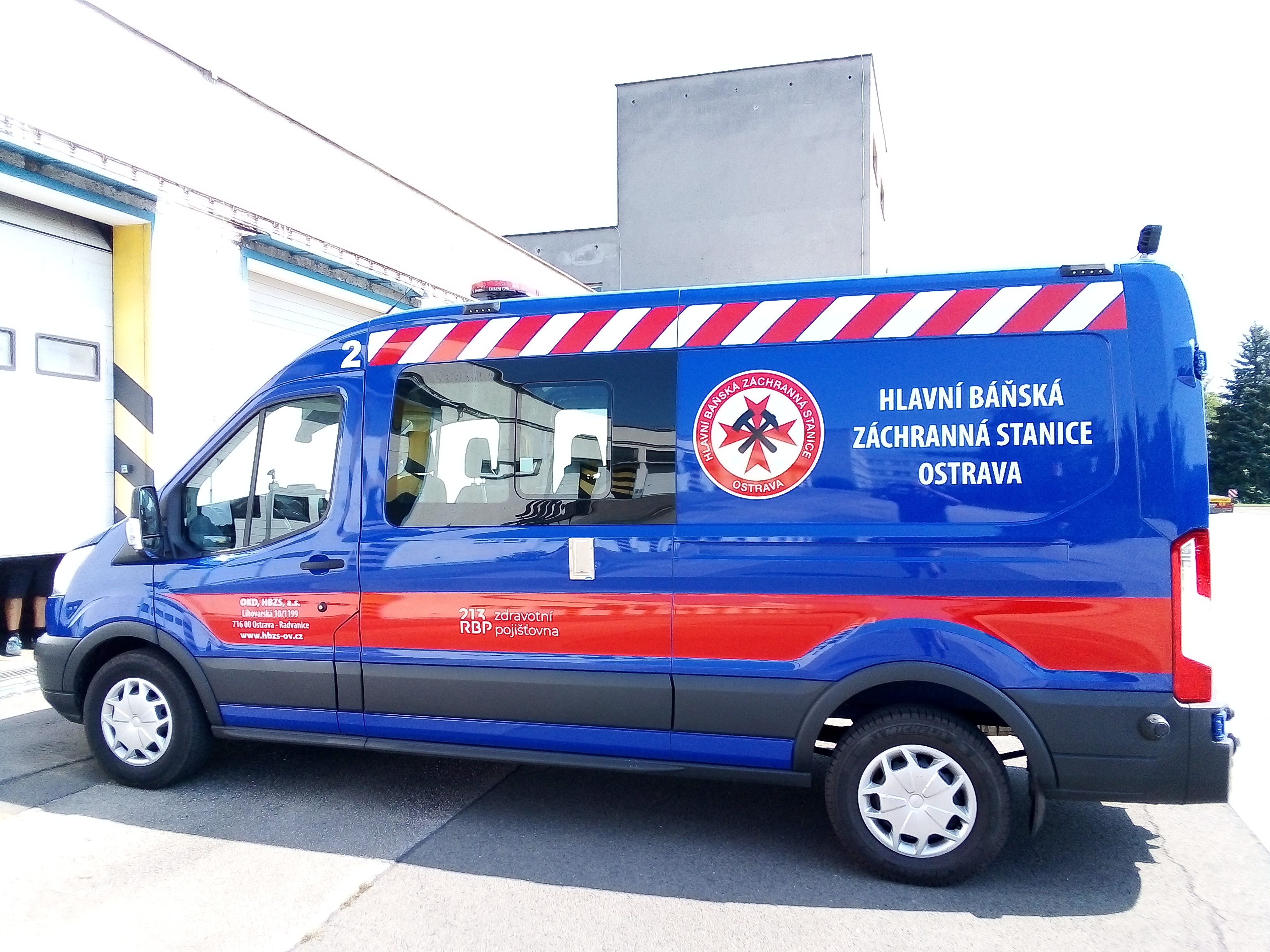
Zásahový vůz HBZS Ostrava
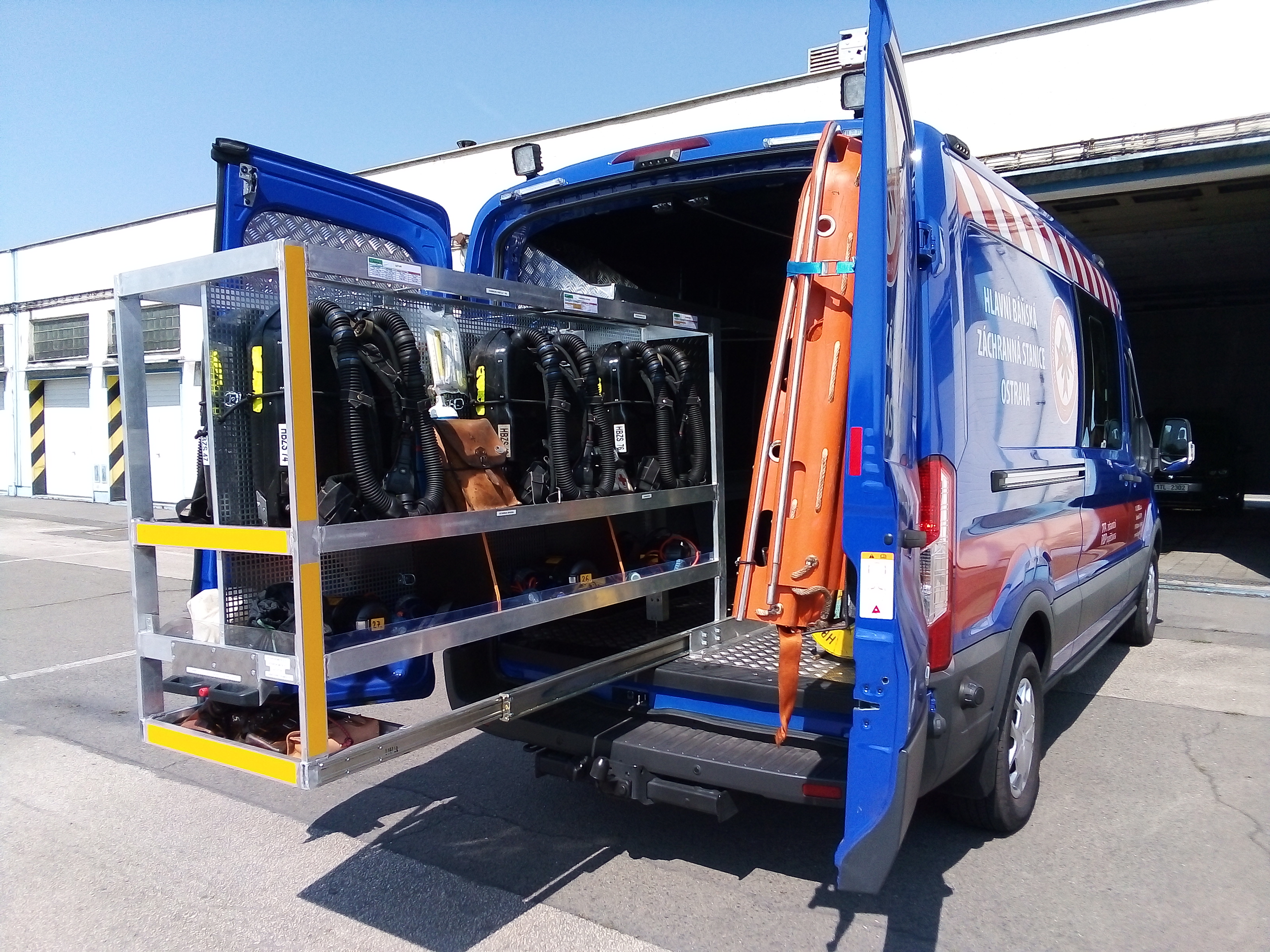
Vybavení zásahového vozu HBZS Ostrava
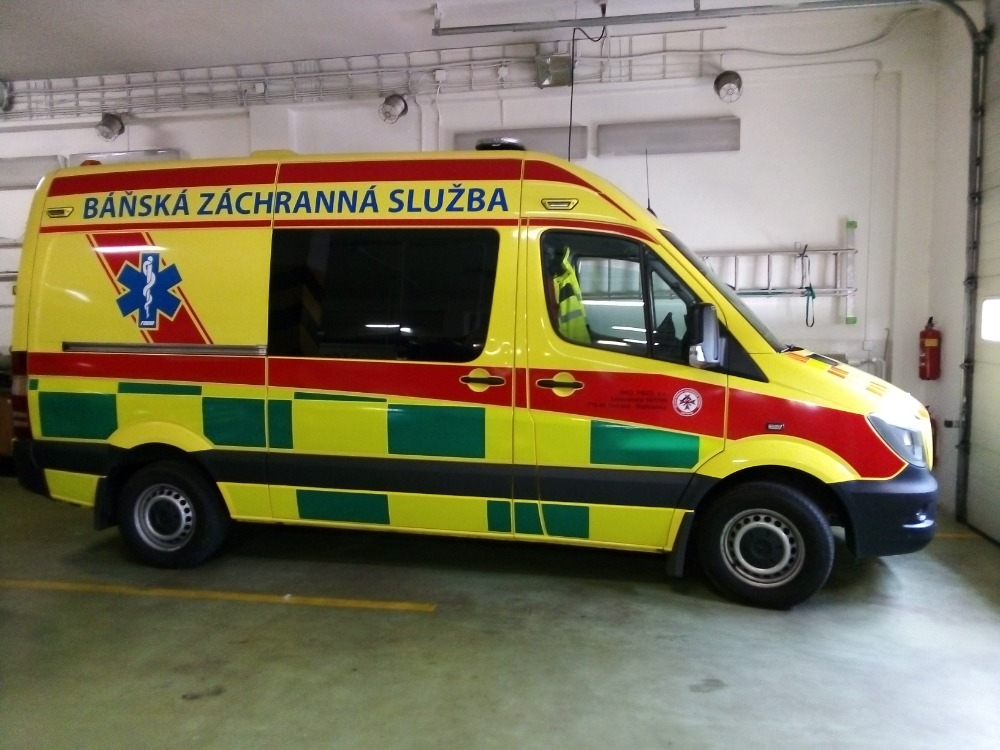
Výjezdový sanitní vůz HBZS Ostrava
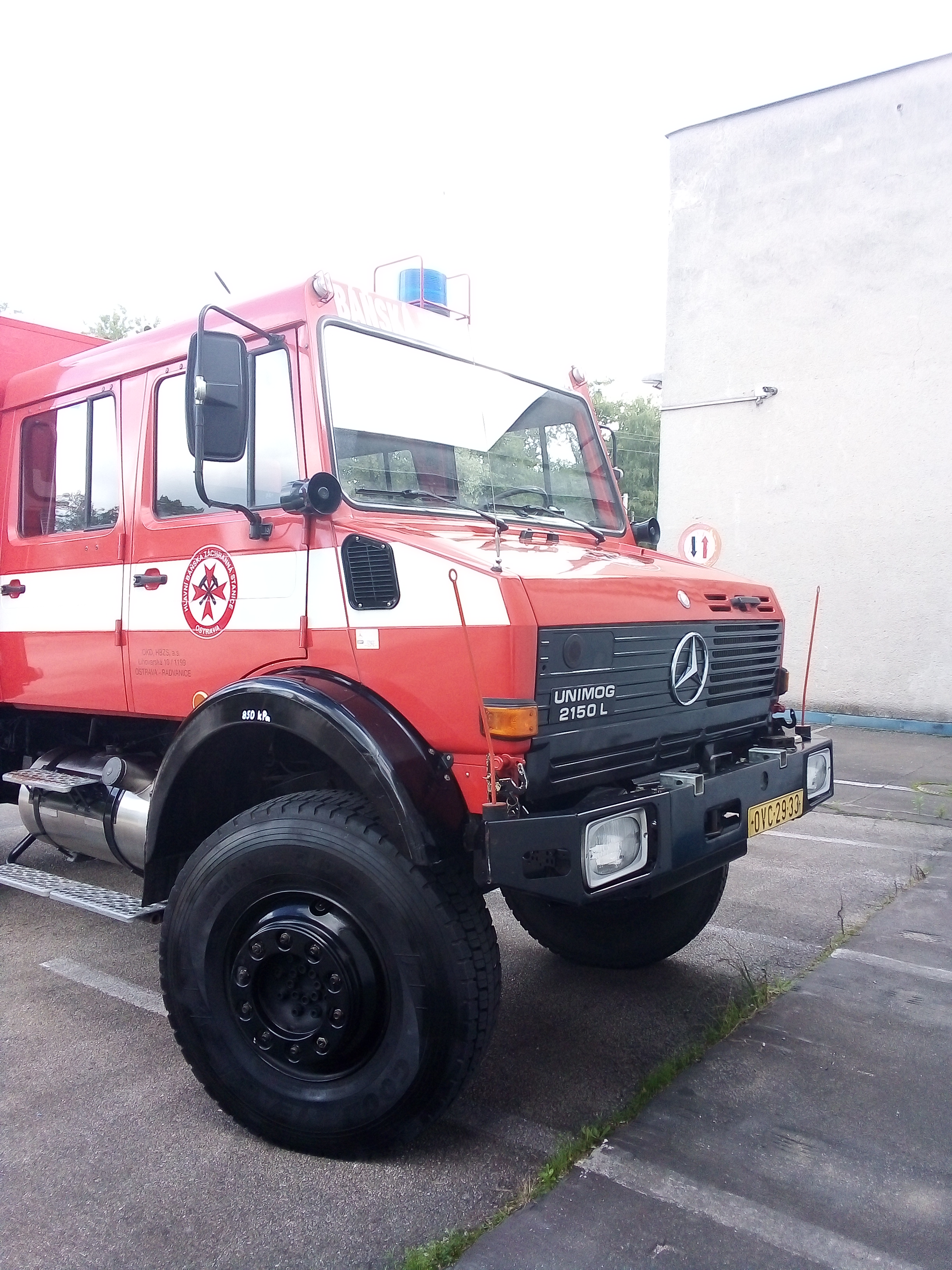
Potápěčský vůz UNIMOG 2150 L HBZS Ostrava
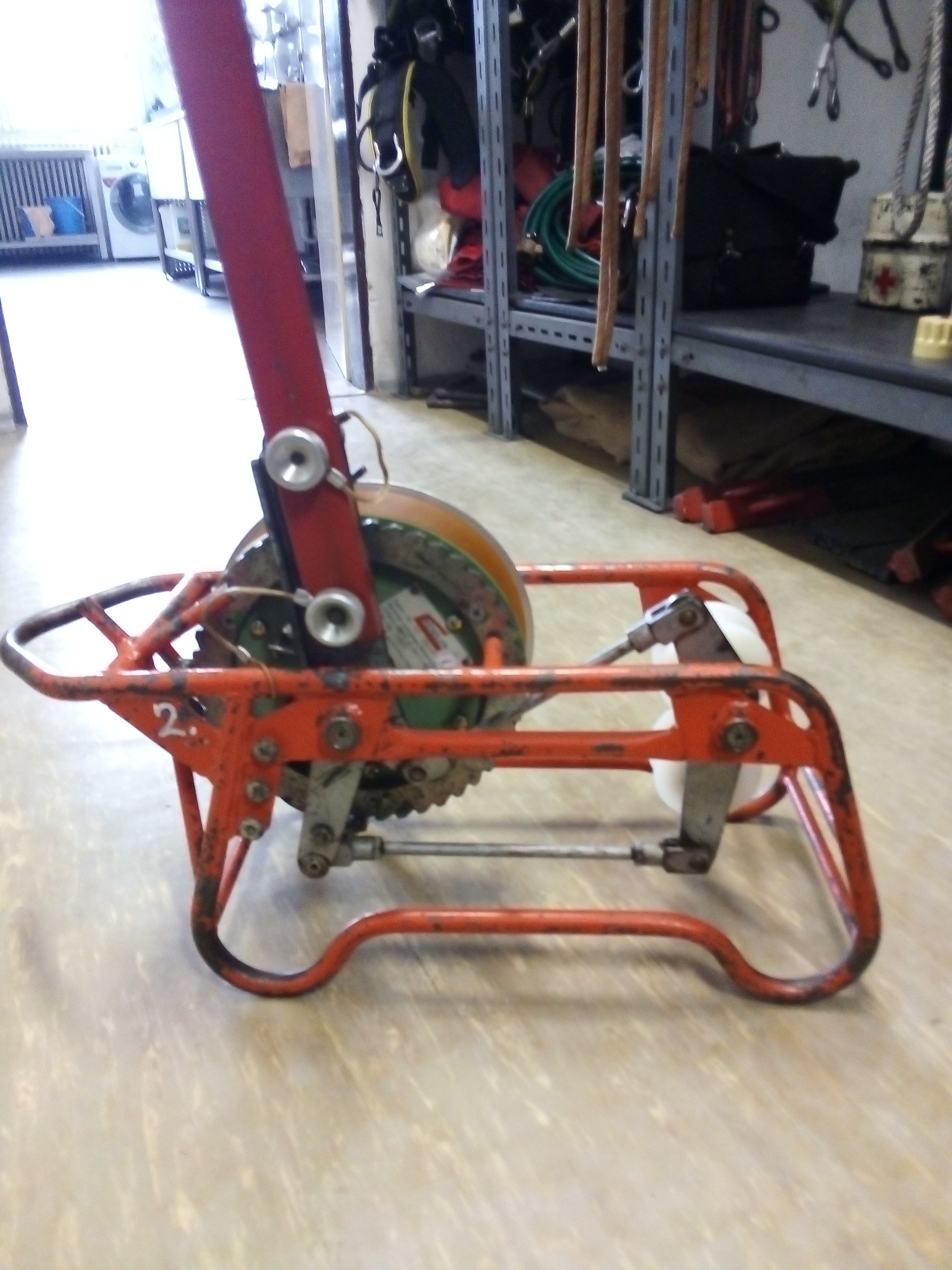
Kendler evakuační zařízení
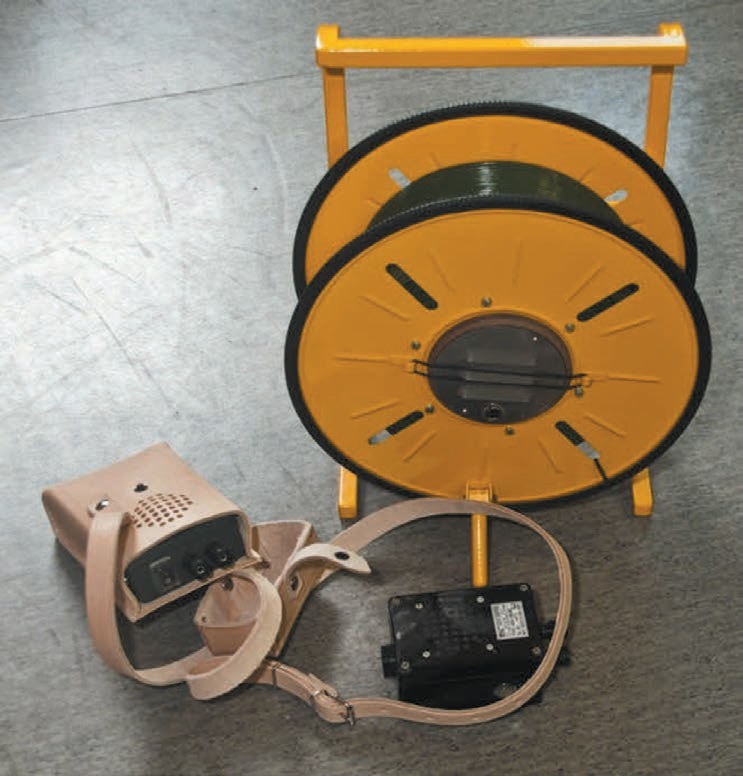
AZD-120
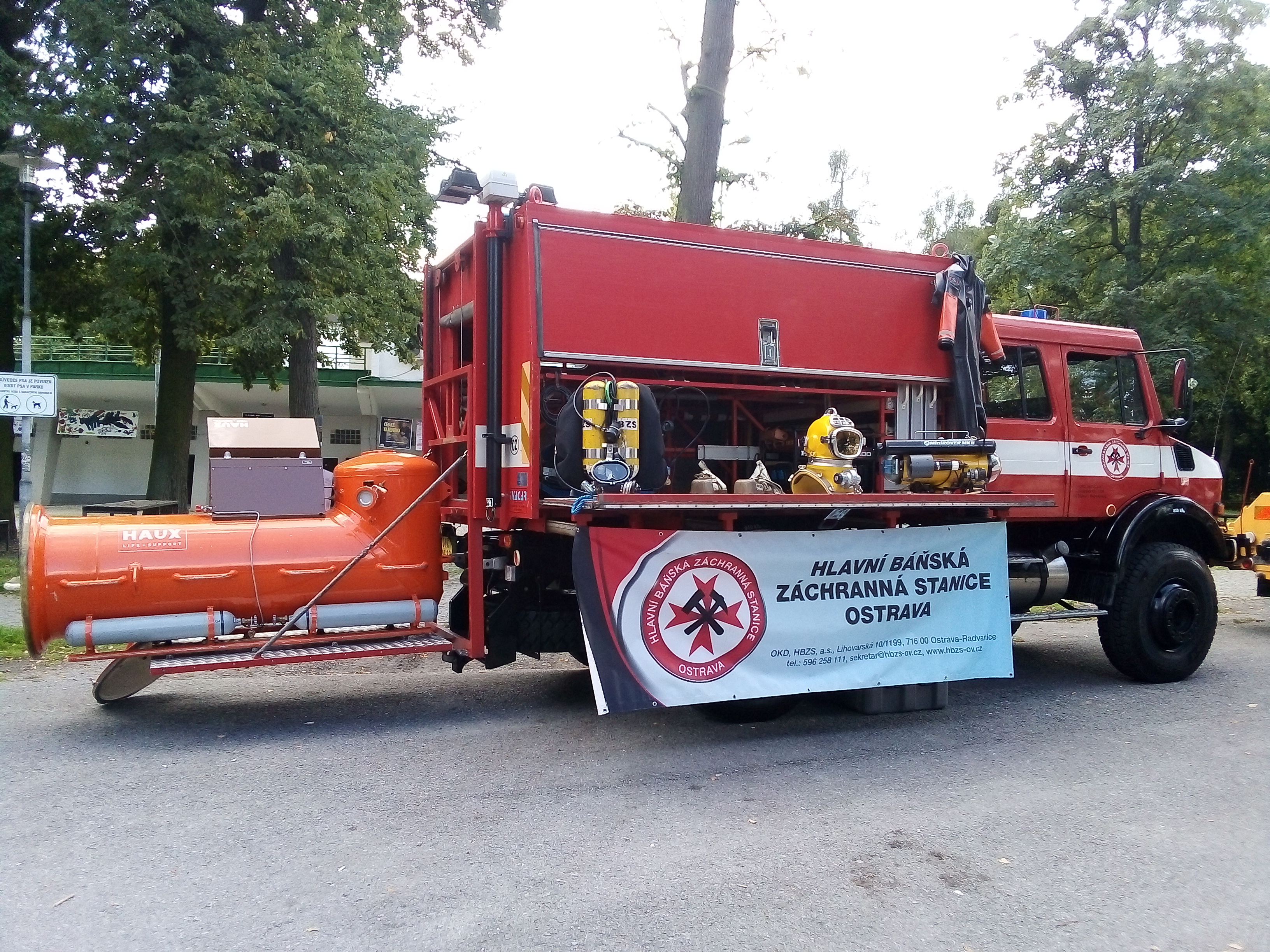
UNIMOG 2150 L
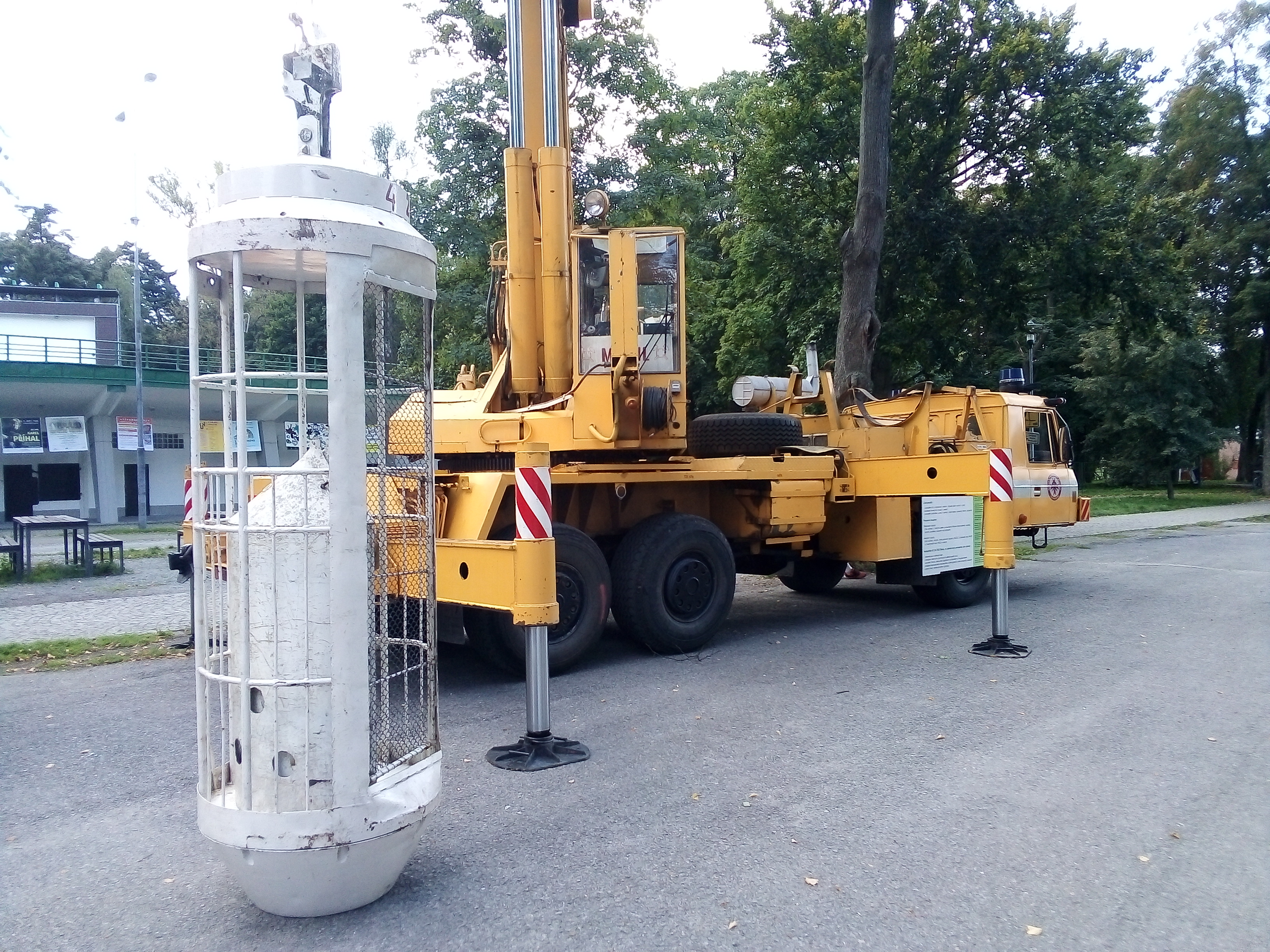
Mobilní havarijní vrat ZH 1500
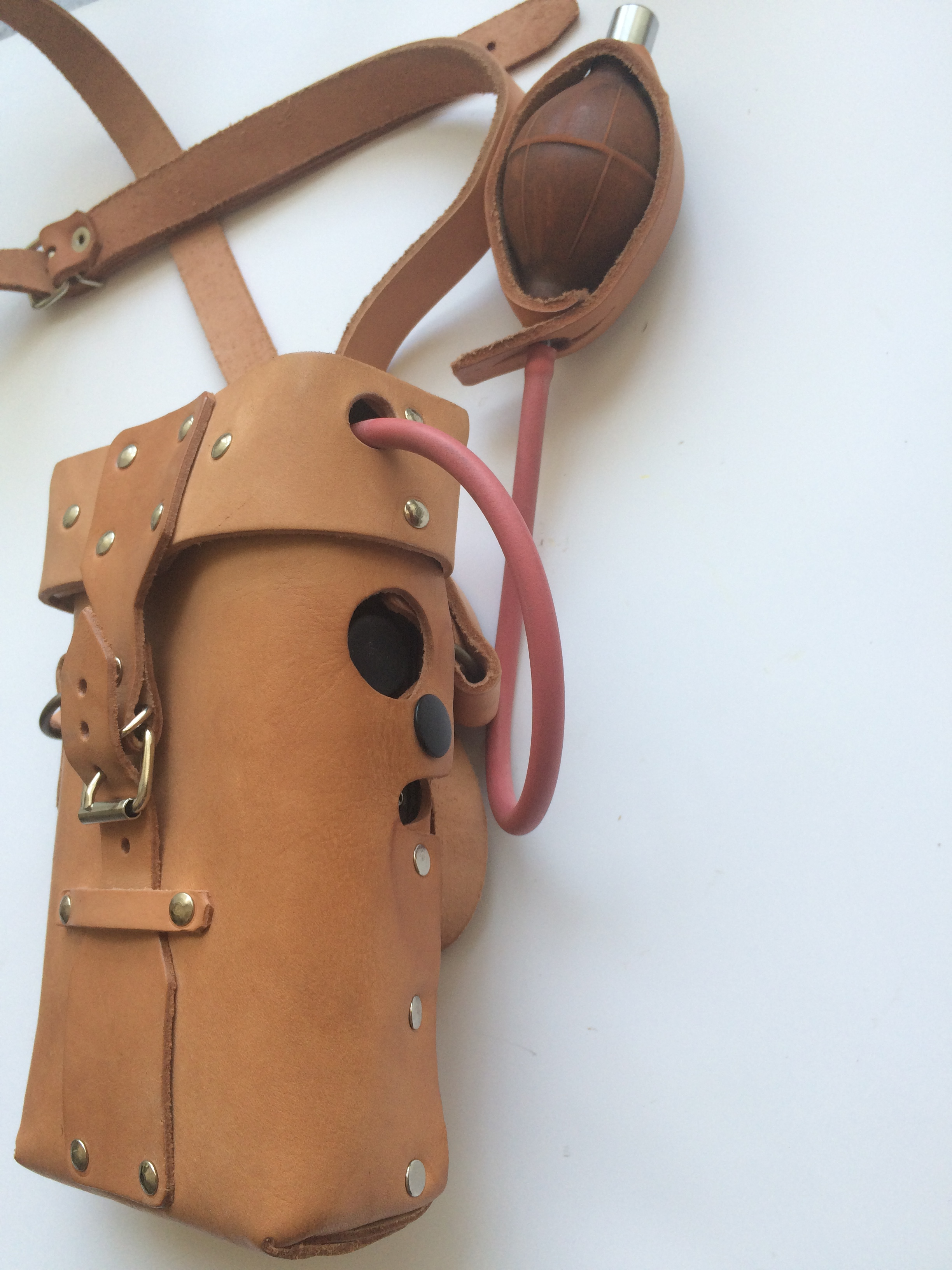
Interferometr DI-2
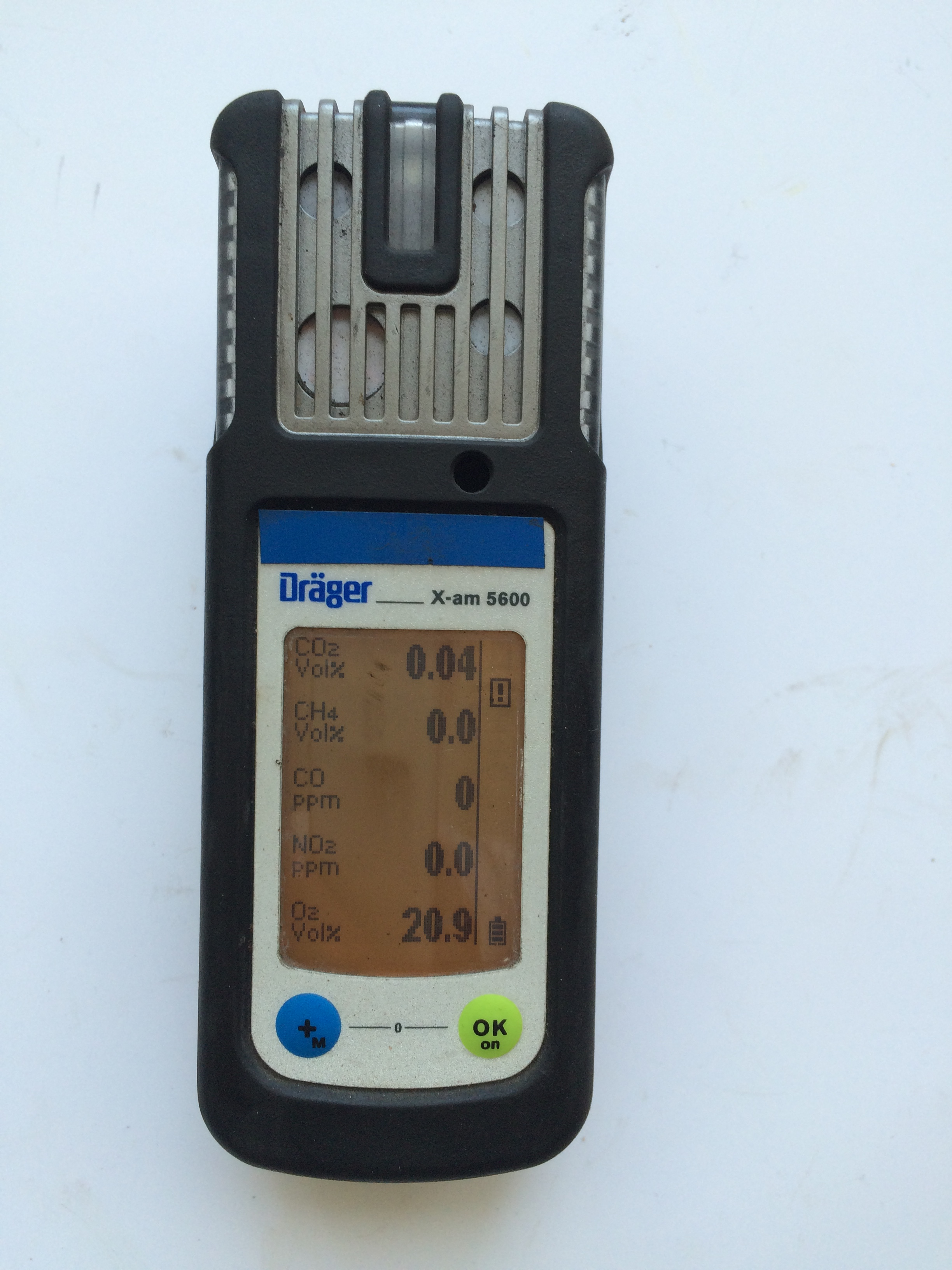
Přenosný osobní analyzátor Dräger X-am 5 600
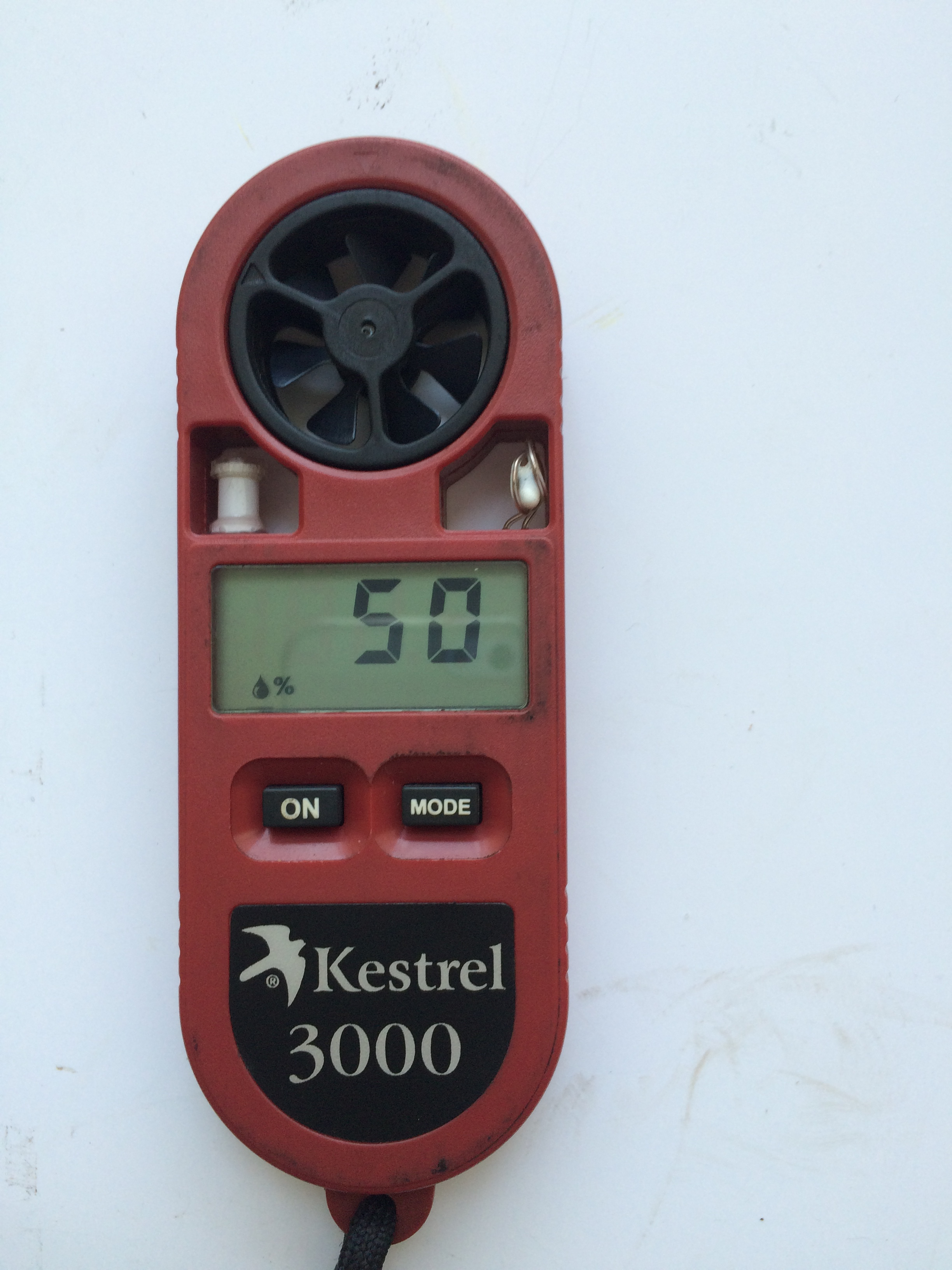
Měřící přístroj Kestrel 3000 (K 3)
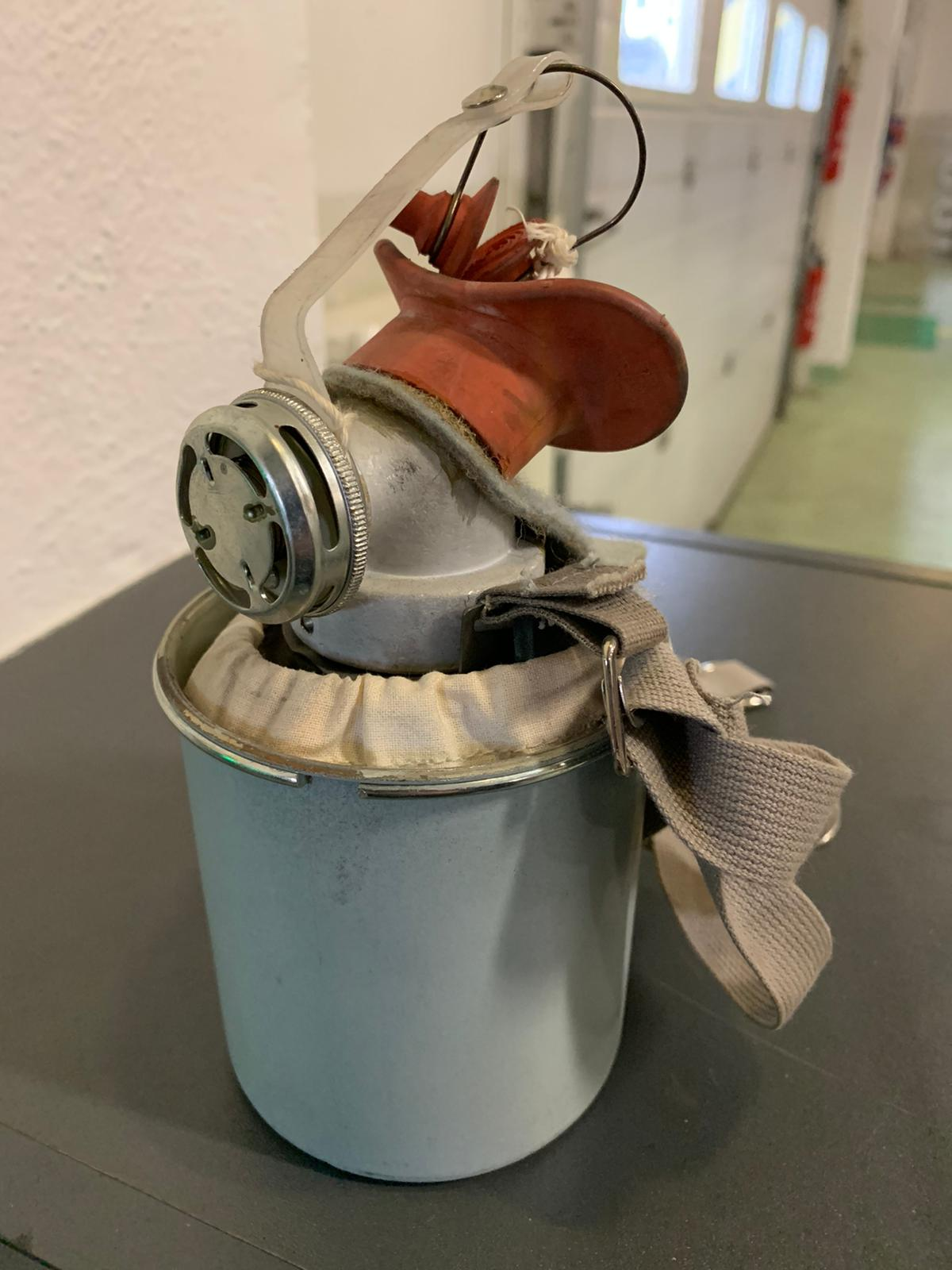
Starší typ sebezáchranného dýchacího přístroje ZP 4
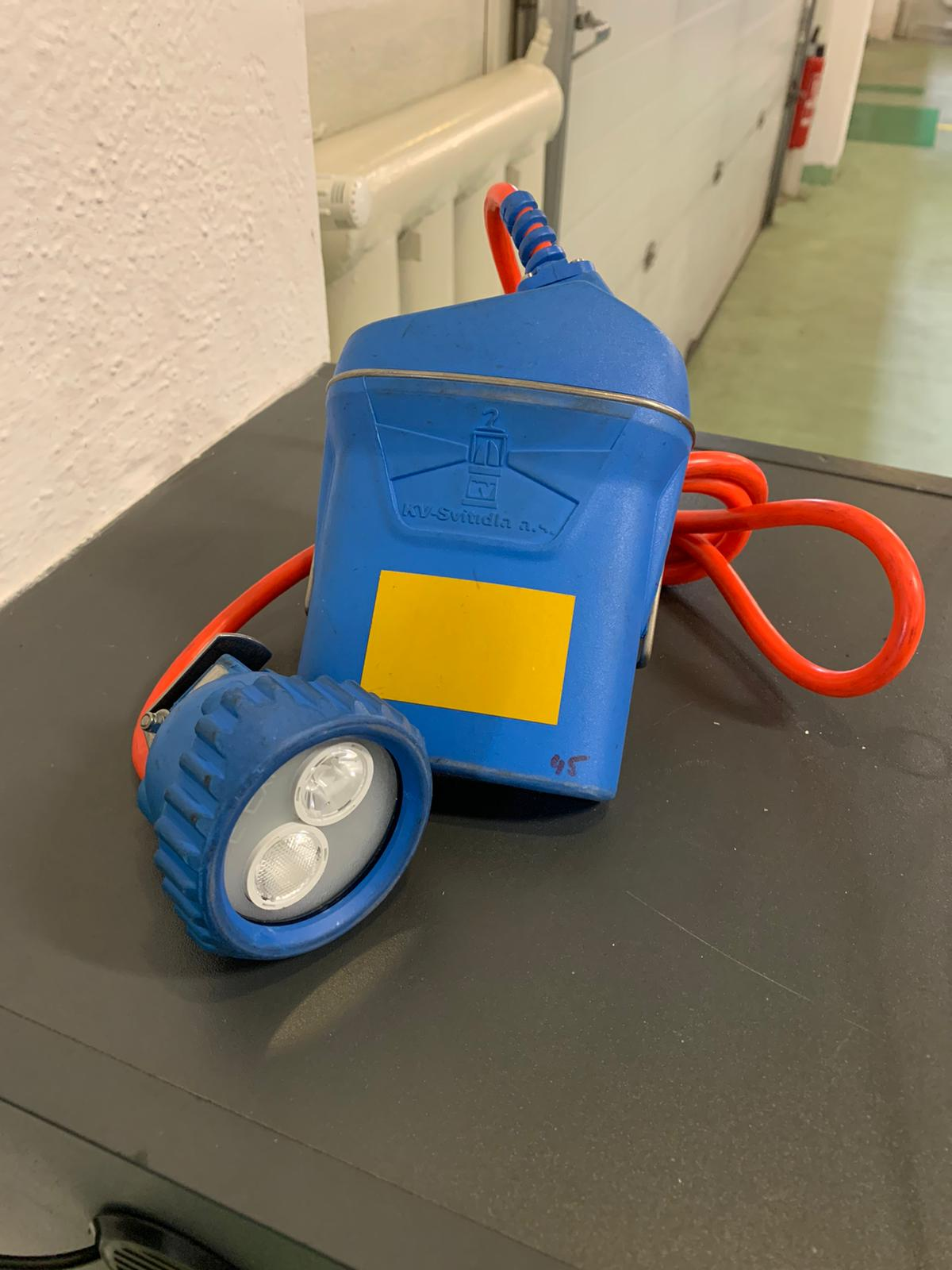
Důlní lampa
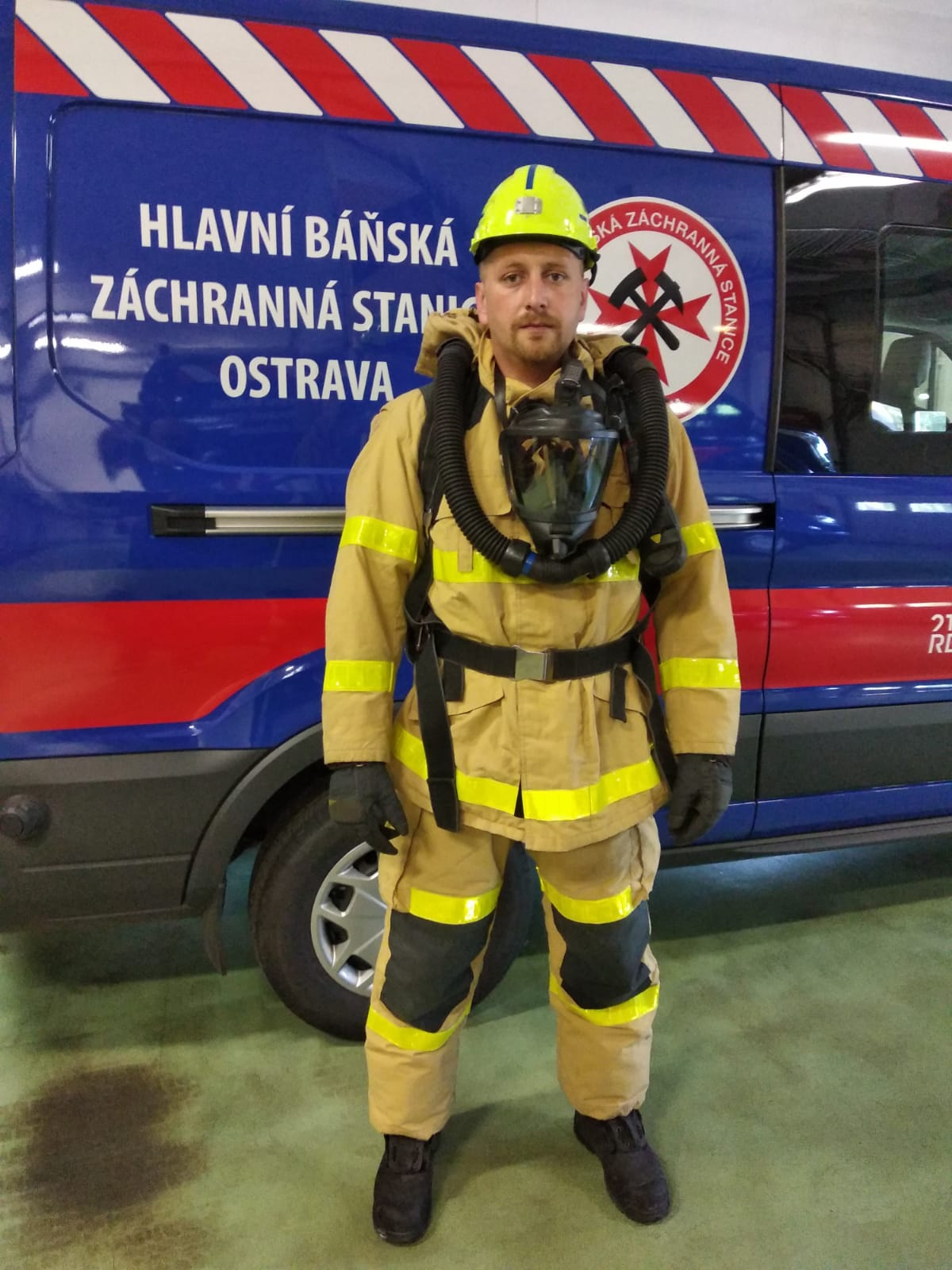
Báňský záchranář
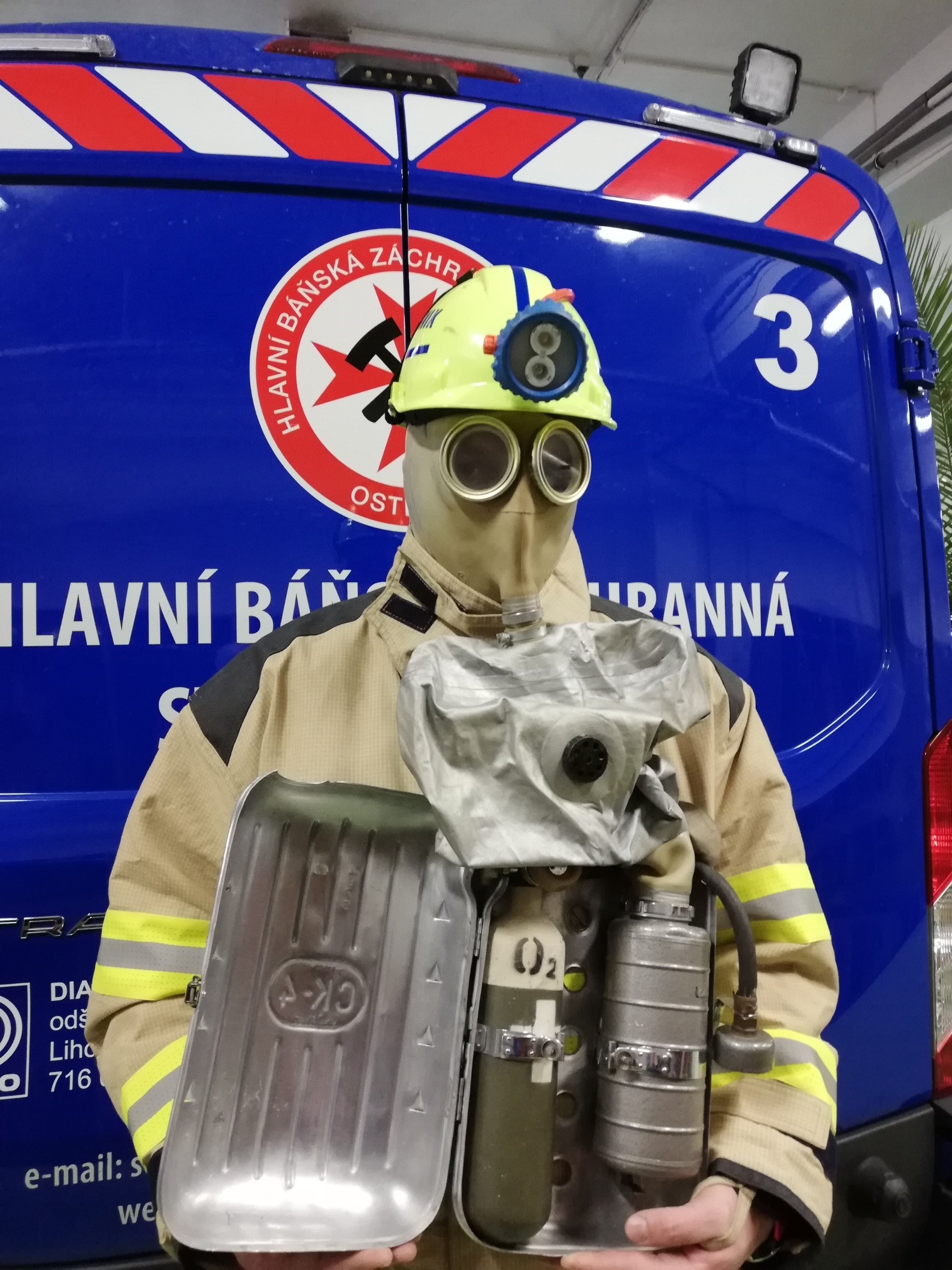
Báňský záchranář s izolačním regeneračním sebezáchranným přístrojem SK 4 (při použití přístroje je víko zavřené a zajištěné).
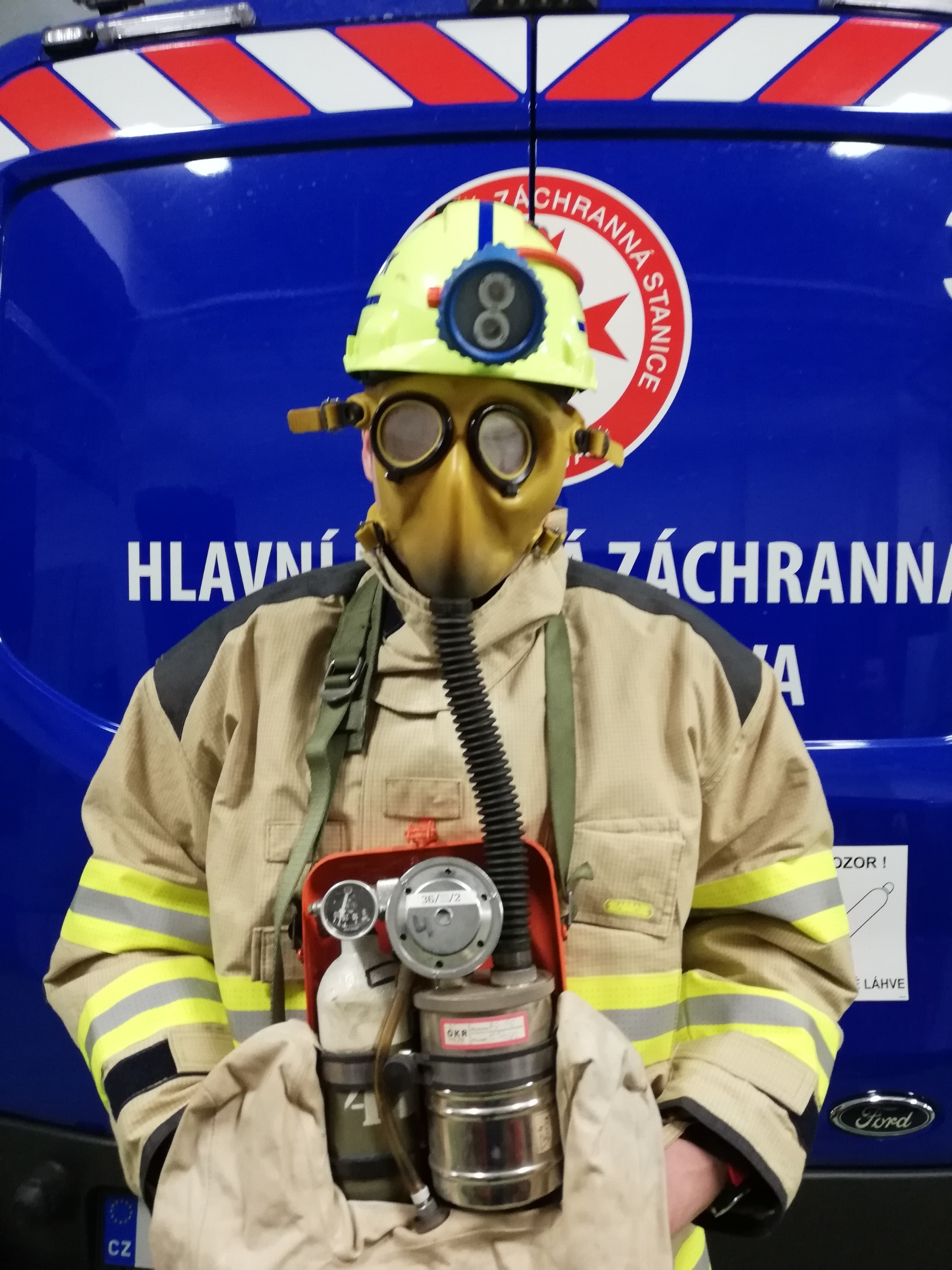
Báňský záchranář s izolačním regeneračním přístrojem s tlakovým kyslíkem AU 9E.
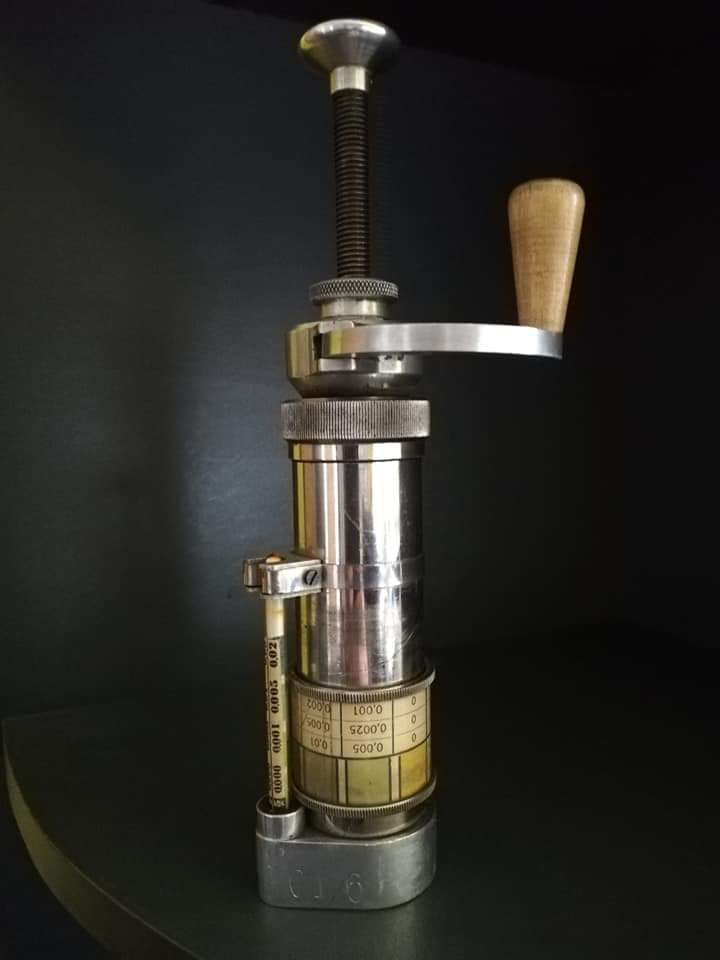
Labora Simplex III  -pístový kafomlýnek z roku 1962 pro stanovení CO v ovzduší.
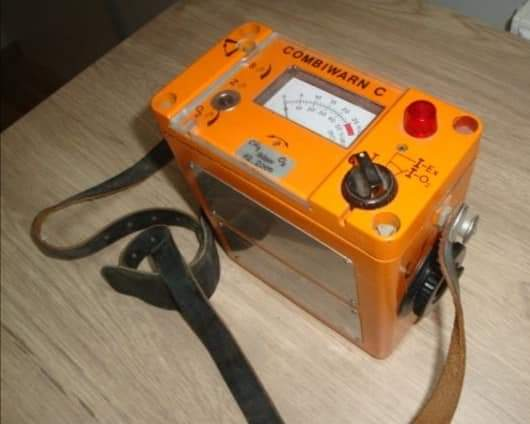
Combiwarn přístroj na měření hořlavých plynů a obsahu kyslíku.
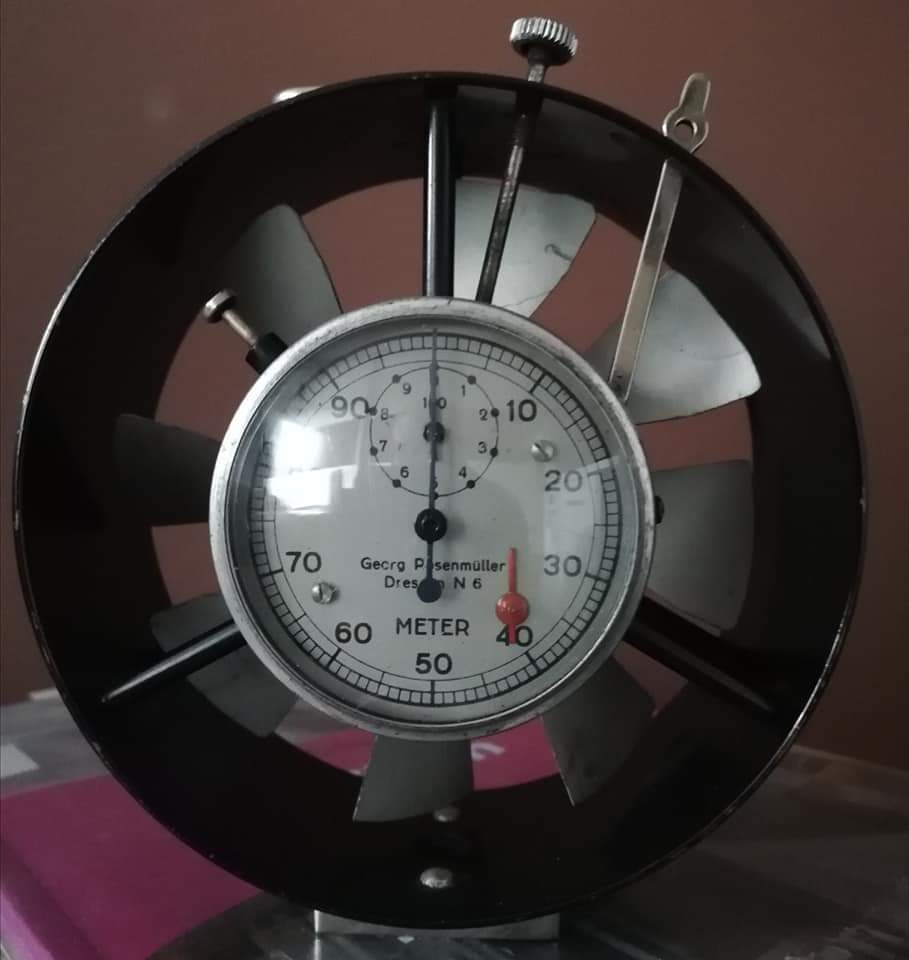
Lopatkový anometr na měření rychlosti větrů.
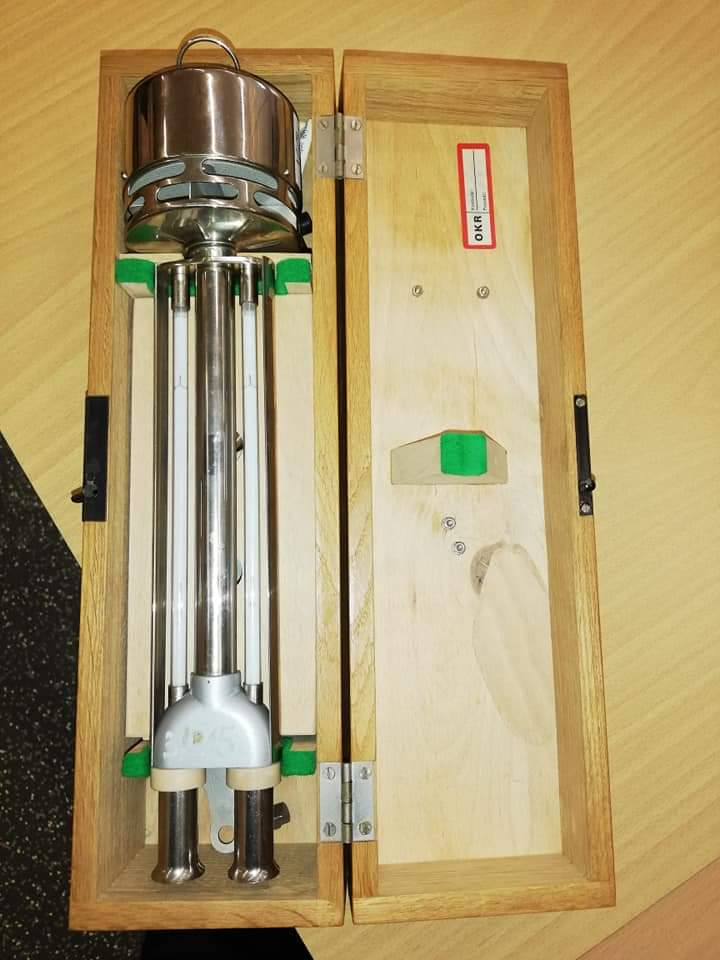
Asmannův aspirační psychrometr.
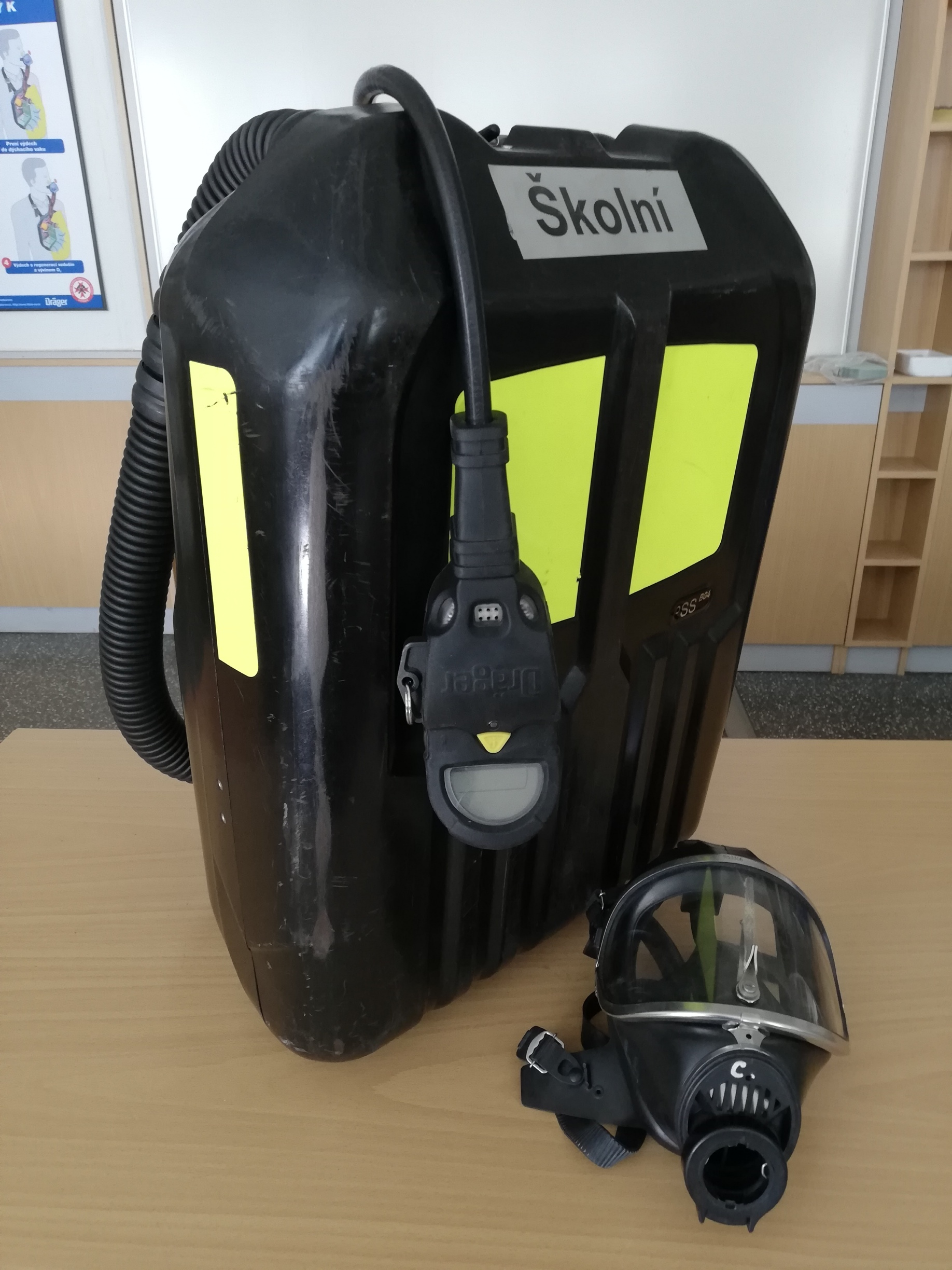
BG 4
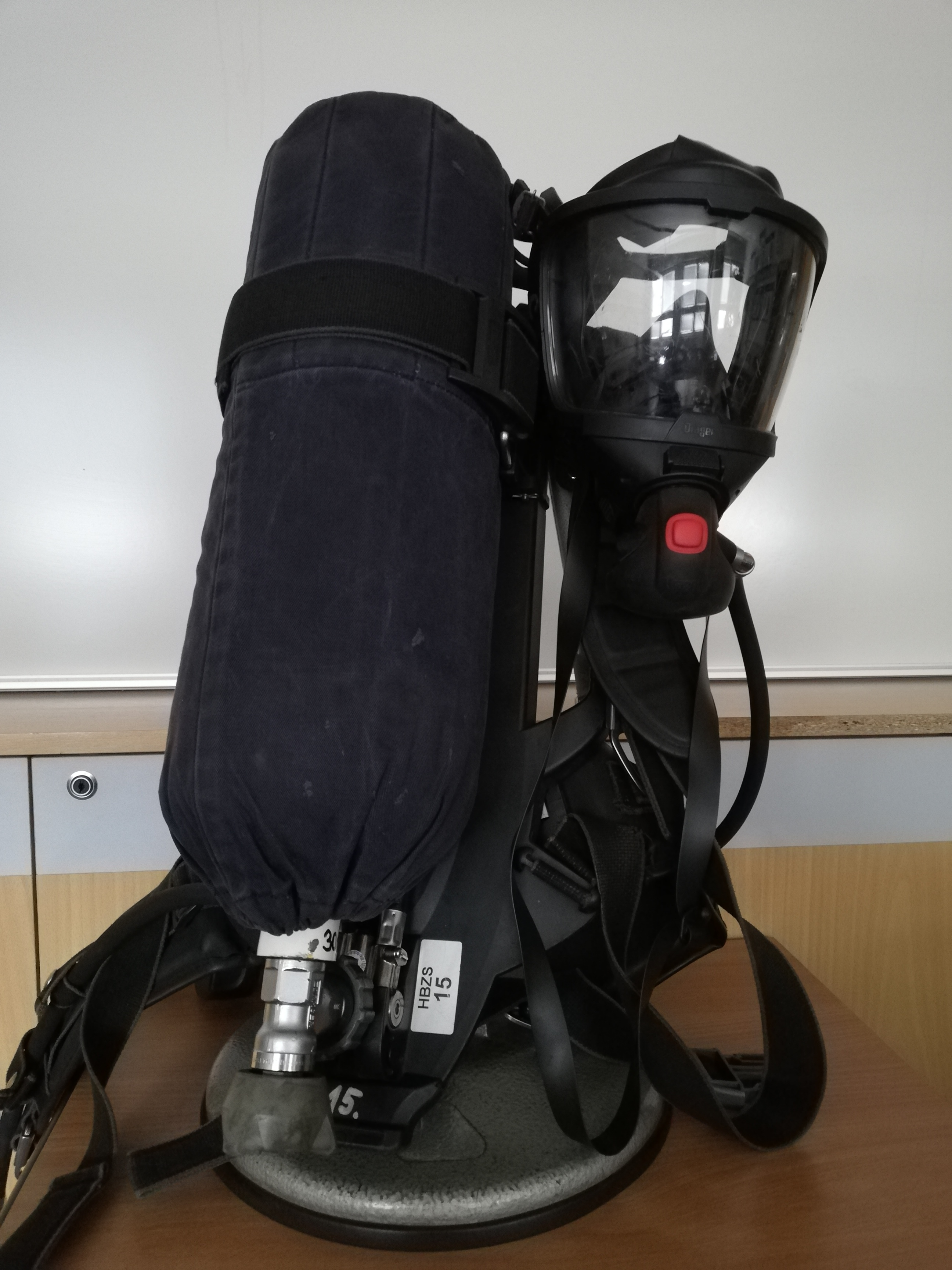
PSS 7000
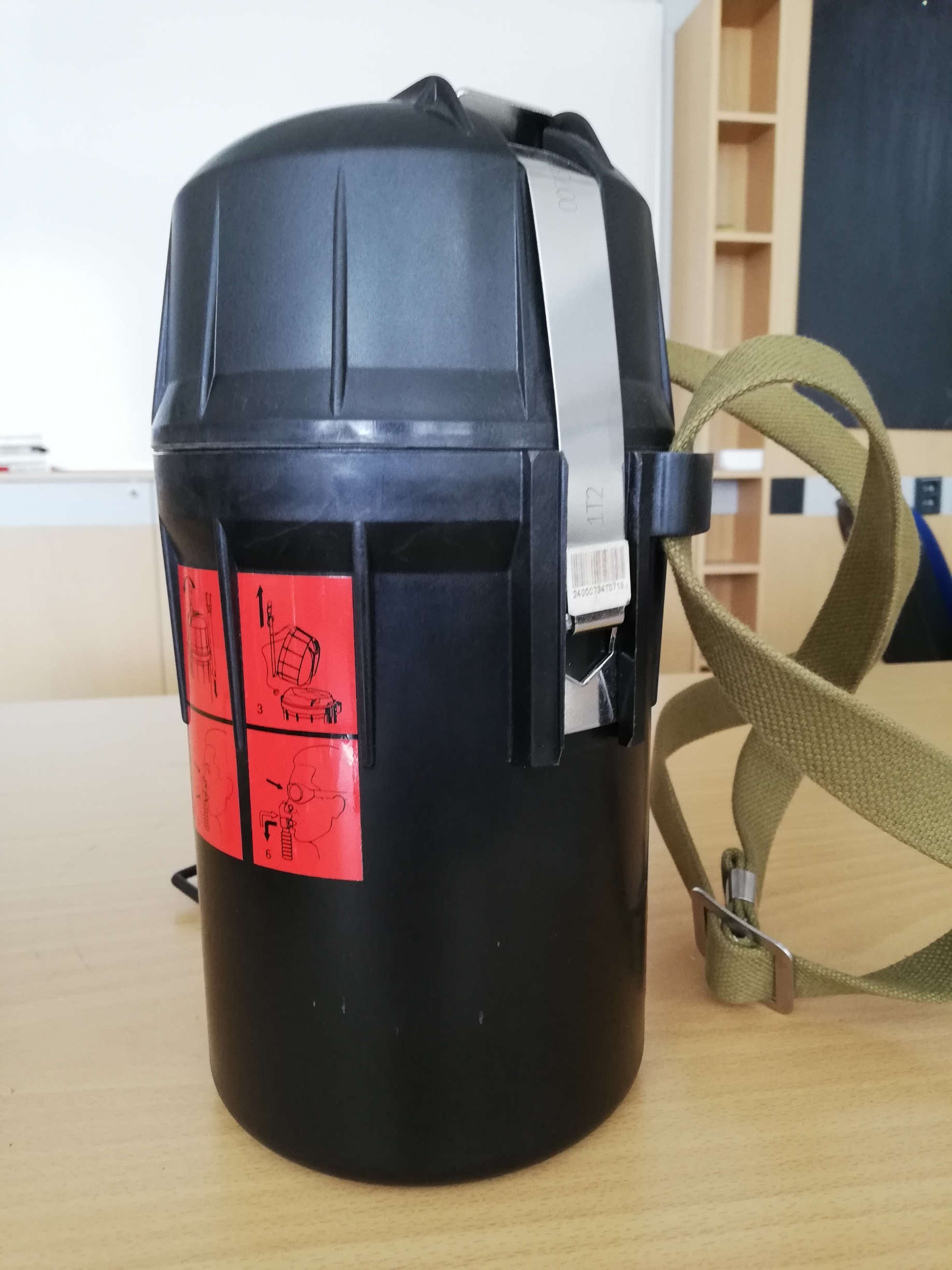
1 PVM KS
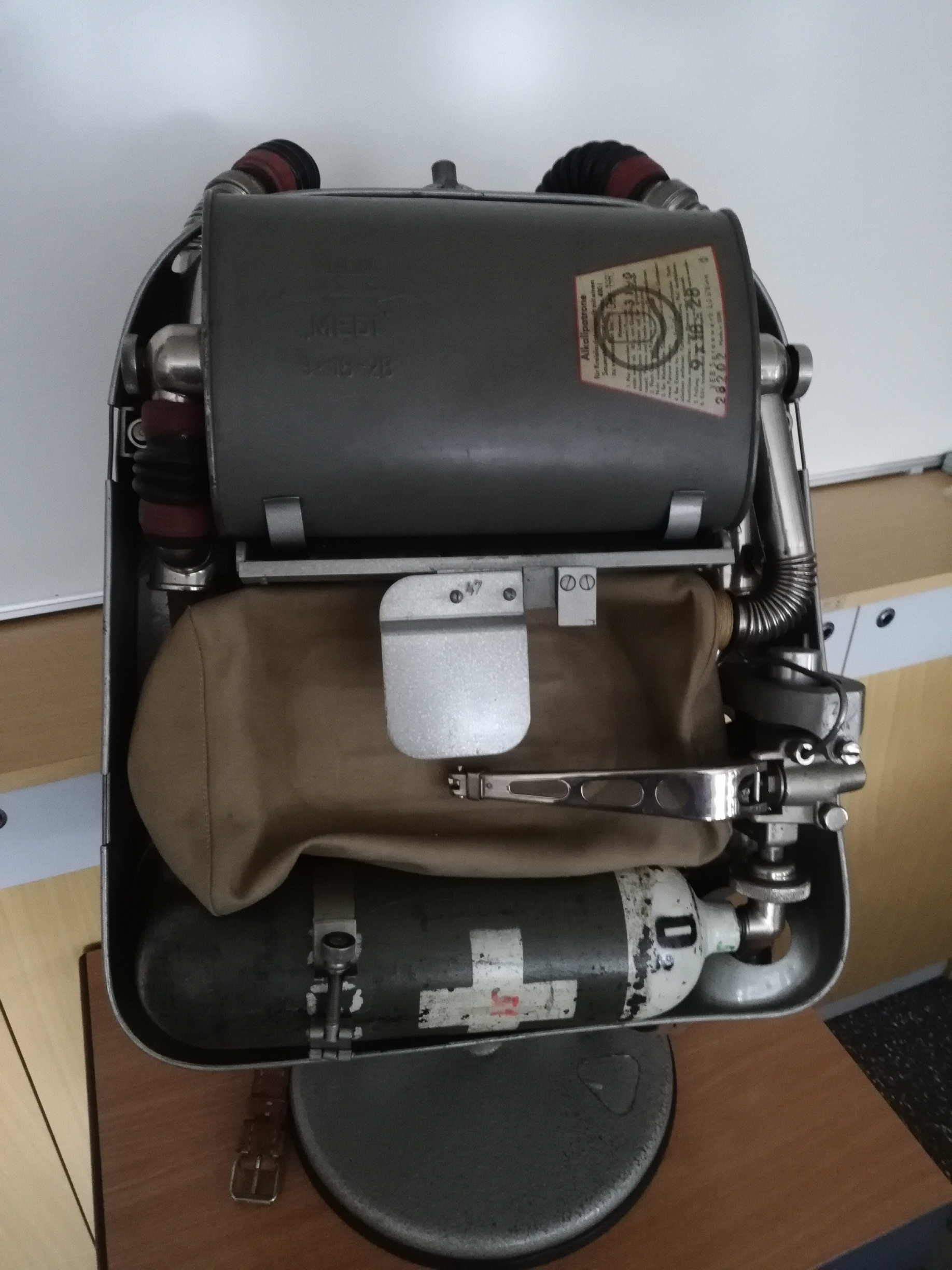
Chirana 458.
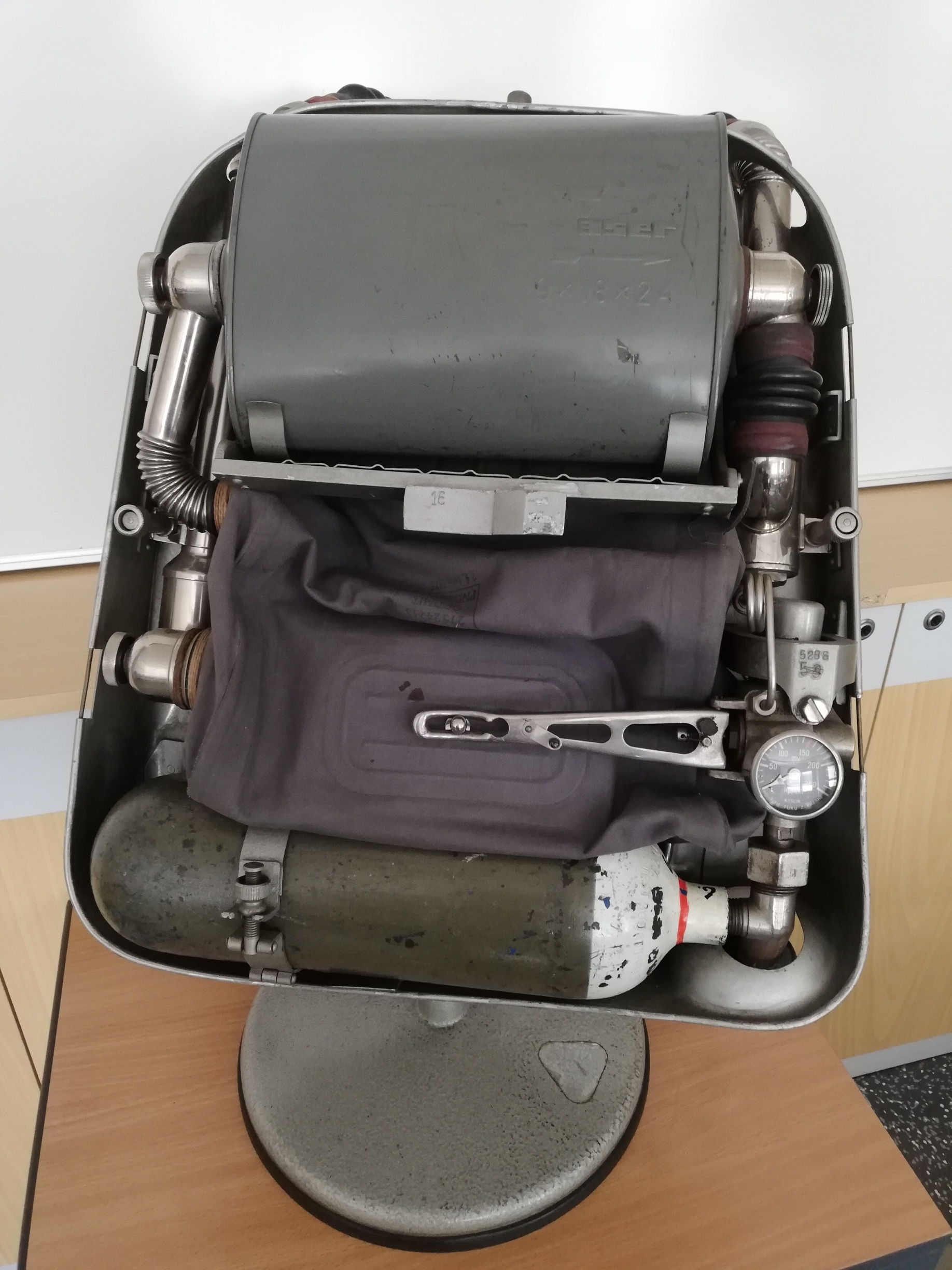
Chirana 255.
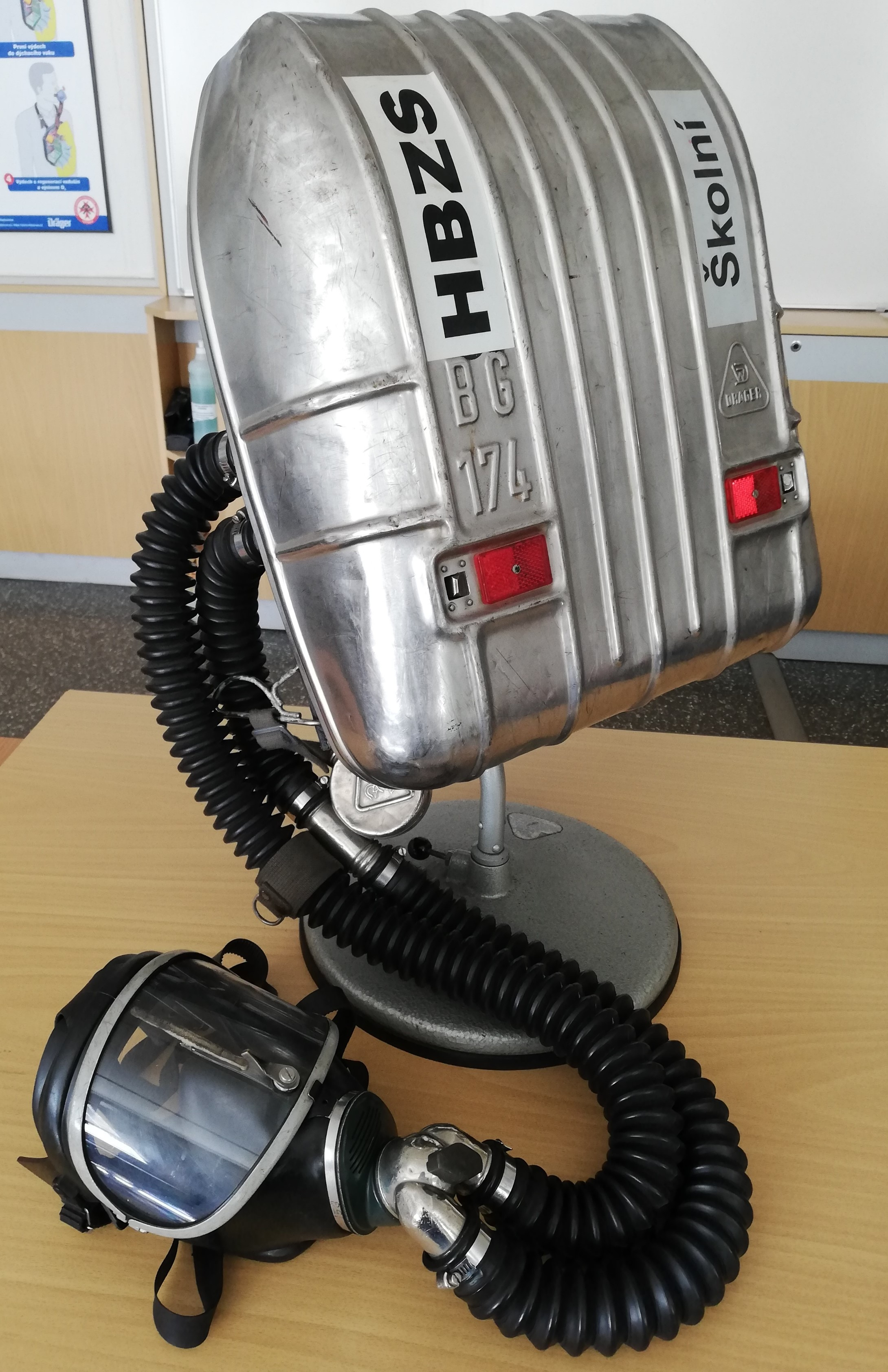
BG 174
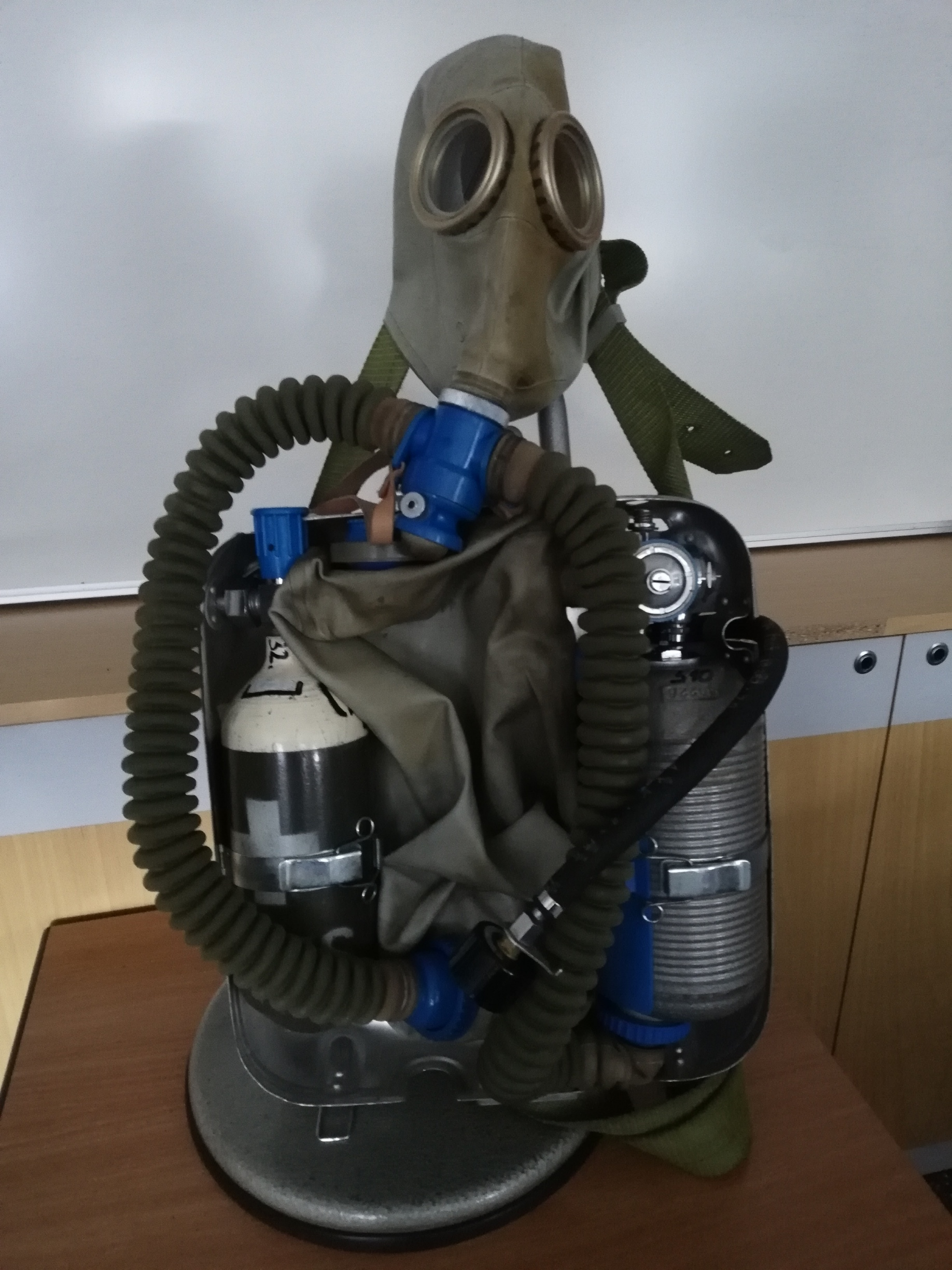
RVL 1

## Havarijní zásahy
- Rok 2015 – 290 prvotních havarijních zásahů (viz Výroční zprava 2016 HBZS)
- Rok 2016 – 277 prvotních havarijních zásahů (viz Výroční zprava 2017 HBZS)
- Rok 2017 – 193 prvotních havarijních zásahů (viz Výroční zprava 2018 HBZS)
- Rok 2018 – 185 prvotních havarijních zásahů (viz Výroční zprava 2019 HBZS)

## In memoriam
Záchranáři z HBZS Ostrava, kteří zahynuli při plnění záchranářských povinností:
- Pivko Květoslav: 12. 2. 1926 – 4. 4. 1964, zahynul při nehodě na Dole Petr Bezruč
- Kaczor Vladislav: 21. 1.1934 – 24. 4. 1974, zahynul při nehodě na Dole Doubrava[21]
- David Jan: 27. 11. 1974 – 3. 5. 1981, zahynul při nehodě na Dole 1. máj Karviná[22]
- Hodeček Karel: 17. 11. 1935 – 3. 5. 1981, zahynul při nehodě na Dole 1. máj Karviná[22]
- Turovský Lubomír: 17. 4. 1943 – 7. 5. 1981, zahynul při nehodě na Dole 1. máj Karviná[22]
- Grác Petr: 5. 6. 1952 – 10. 5. 1981, zahynul po nehodě na Dole 1. máj Karviná
- Vaněk Jiří: 9. 8. 1942 – 11. 8. 1985, zahynul při nehodě na Dole 1. máj Karviná[23]
- Štěpán Jiří: 14. 12. 1962 – 19. 9. 1993, zahynul při nehodě na Dole Doubrava[24]